# Клоны ZX Spectrum
Благодаря относительно простой конструкции ZX Spectrum спустя лишь несколько лет после выхода машины появилось множество её клонов. Регионы и страны, в которых производились и распространялись эти клоны:
- Южная Америка — Аргентина и Бразилия;
- Восточная Европа — Польша, Восточная Германия, Чехословакия, Венгрия и Румыния;
- СССР.

## Южная Америка
Южноамериканские клоны продукции Sinclair и Timex были полными копиями или почти не отличались от оригиналов. В некоторых случаях модели дополнялись портом джойстика или дополнительной памятью, но не более того.
| Фото               | Компания-производитель  | Индекс модели | Дата выпуска | Размеры    | Экран      | Процессор                    | ОЗУ          | ПЗУ        | Страна    | Примечания |
| ------------------ | ----------------------- | ------------- | ------------ | ---------- | ---------- | ---------------------------- | ------------ | ---------- | --------- | --- |
|                    | Czerweny Electronica    | CZ 2000       | 1985         | неизвестно | неизвестно | неизвестно                   | неизвестно   | неизвестно | Аргентина | на основе оригинальной платы ZX Spectrum, в корпусе Timex Sinclair TS1500 |
|                    | Czerweny Electronica    | CZ Spectrum   | 1986         | неизвестно | неизвестно | неизвестно                   | неизвестно   | неизвестно | Аргентина | CZ 2000 в другом корпусе; добавилось два порта джойстиков и выход на монитор |
|                    | Czerweny Electronica    | CZ Spectrum+  | 1987         | неизвестно | неизвестно | неизвестно                   | неизвестно   | неизвестно | Аргентина | Аналог CZ Spectrum, но с пластиковой клавиатурой |
|                    | Microdigital Eletronica | TK83          | неизвестно   | неизвестно | неизвестно | Zilog Z80A, частота 3,50 МГц | 48 кб        | 16 кб      | Бразилия  | TK83 — клон Timex Computer 2048 |
|                    | Microdigital Eletronica | TK85          | неизвестно   | неизвестно | неизвестно | неизвестно                   | 48 кб        | 24 кб      | Бразилия  | TK85 — клон Timex Computer 2068 |
| Microdigital TK90X | Microdigital Eletronica | TK90X         | 1985         | неизвестно | неизвестно | неизвестно                   | 16 или 48 кб | неизвестно | Бразилия  | TK90X — клон ZX Spectrum; выпускался в двух вариантах, с 16 КБ ОЗУ и 48 КБ. ПЗУ было изменено: добавлена поддержка португальского языка, добавлены команды TRACE и UDG, изменена заставка при включении. |
|                    | Microdigital Eletronica | TK95          | 1986         | неизвестно | неизвестно | неизвестно                   | неизвестно   | неизвестно | Бразилия  | TK95 — изменённый корпус, улучшенная совместимость с ZX Spectrum |

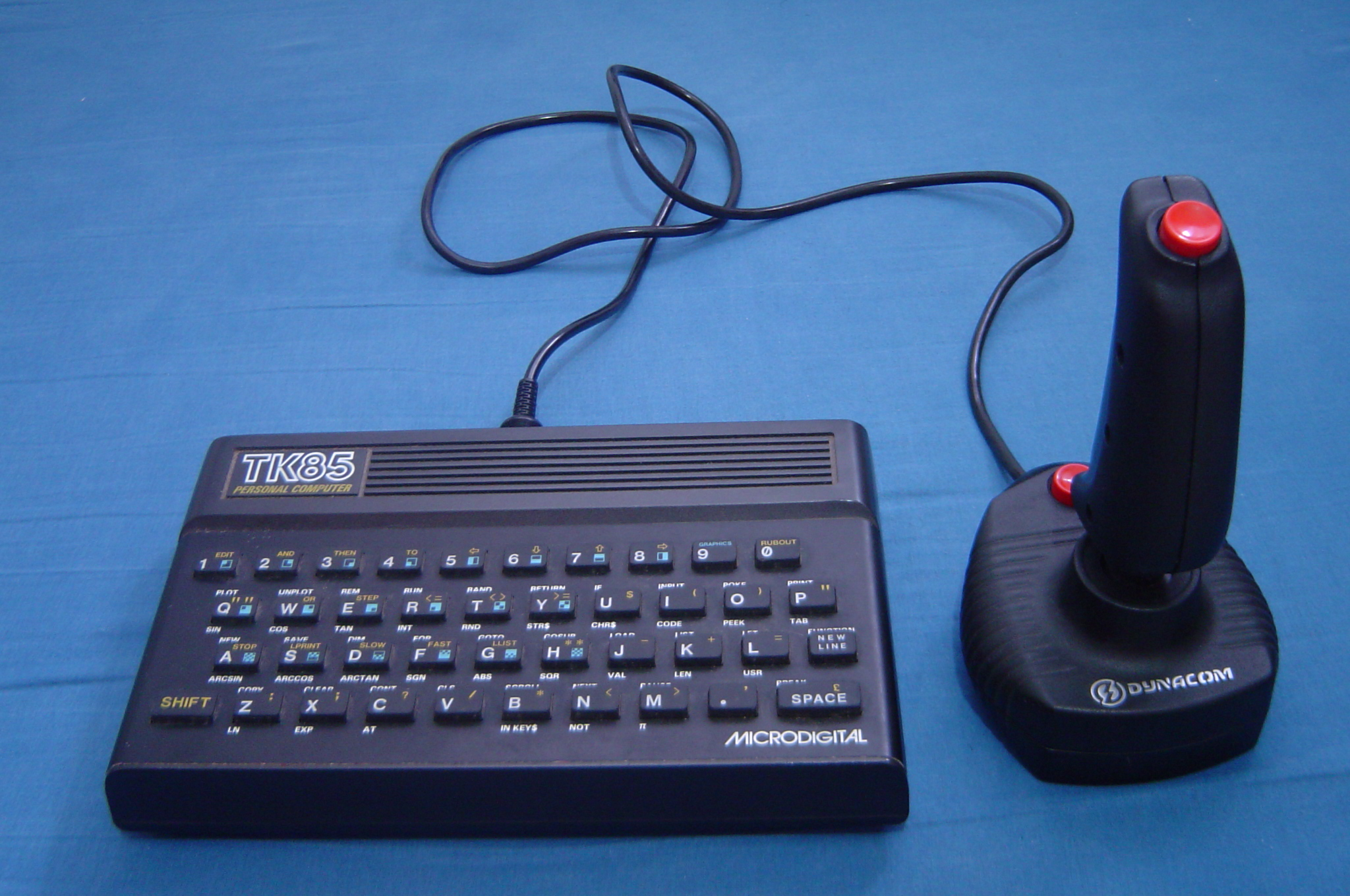
TK85 с джойстиком
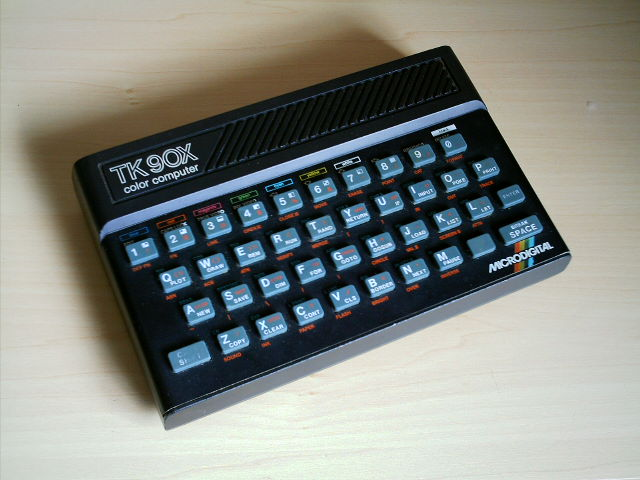
Microdigital TK90X
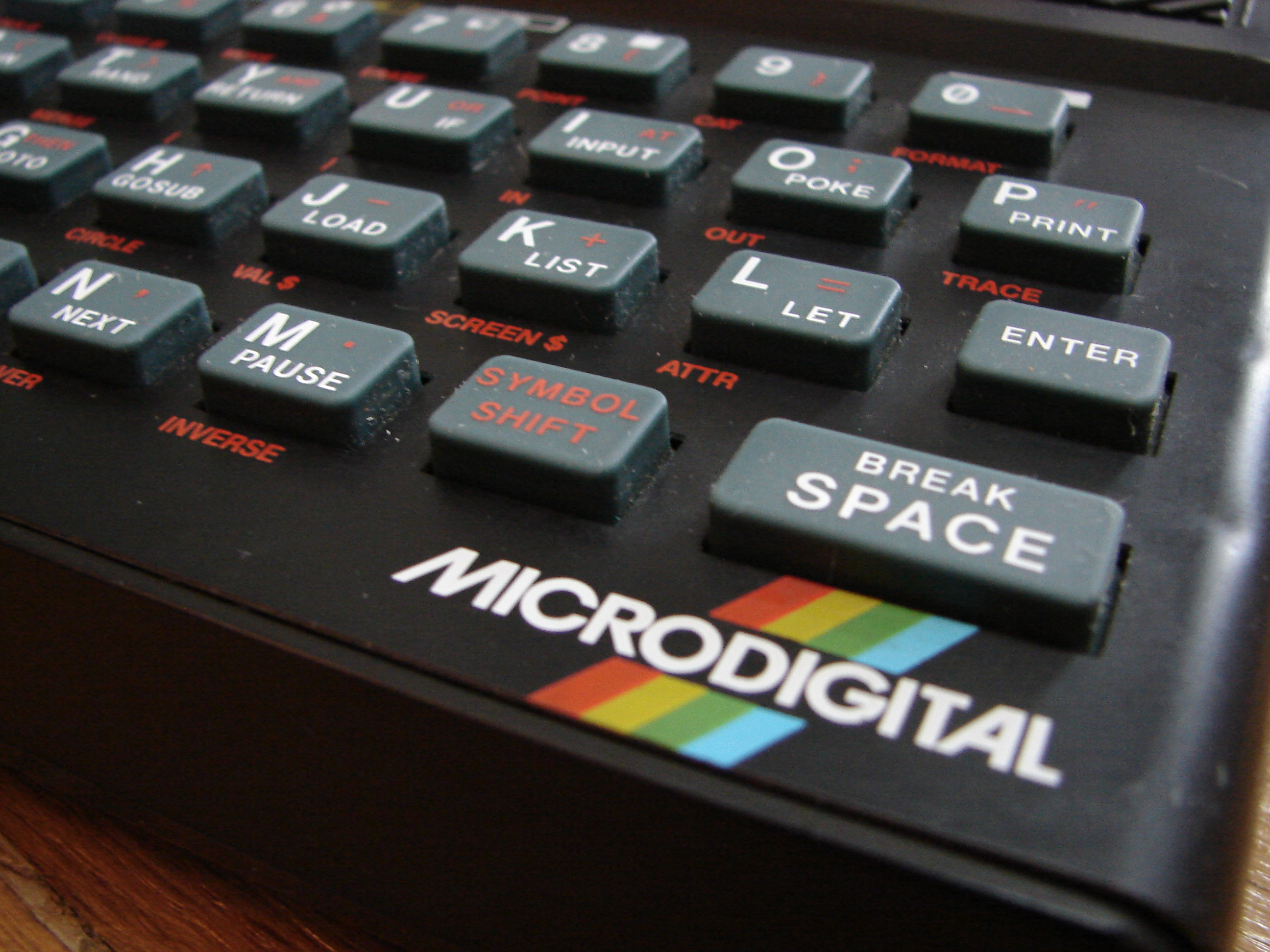
Логотип Microdigital на TK90X

## Европа

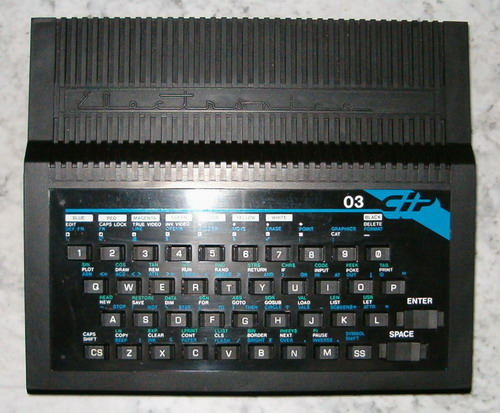
CIP-03
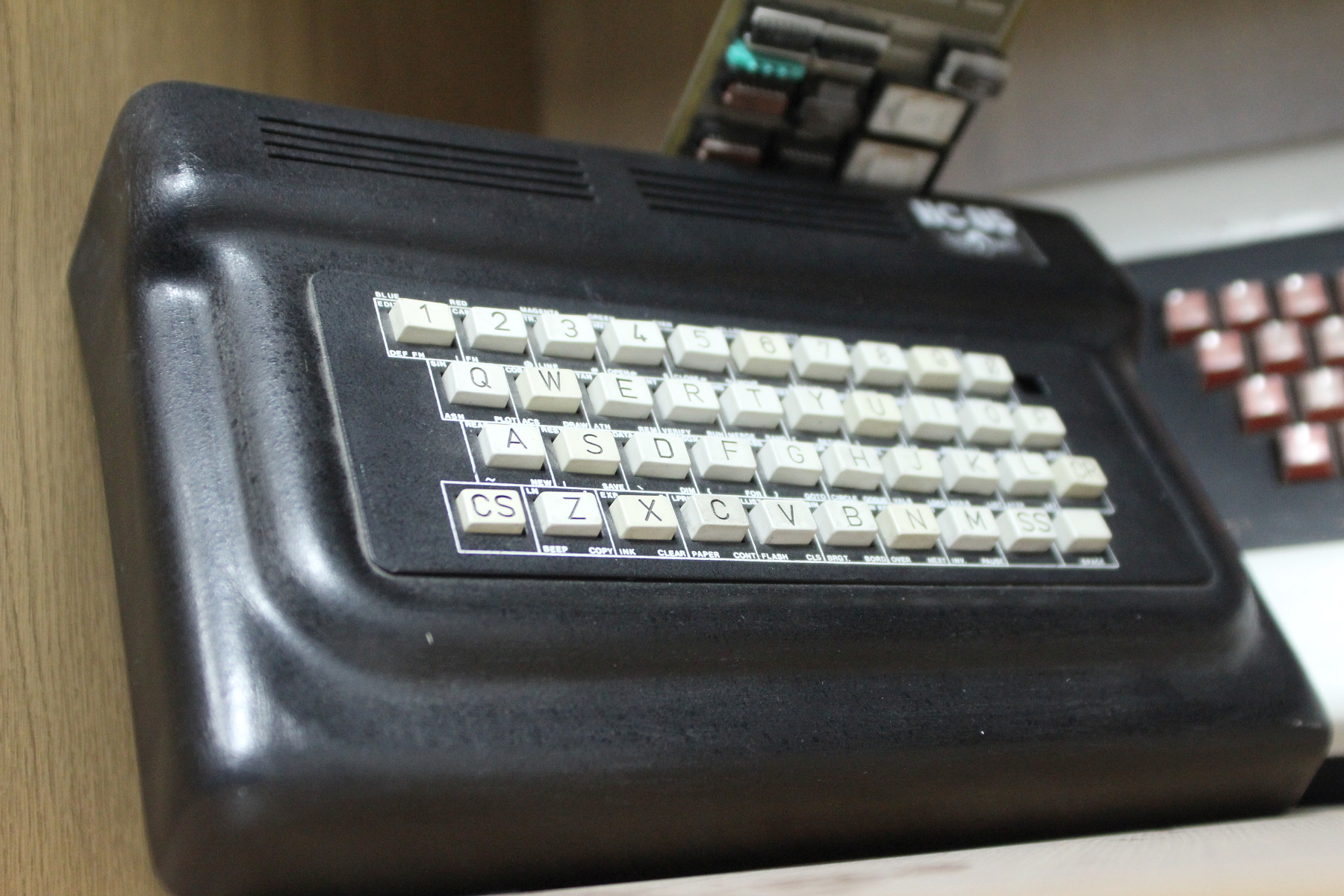
HC-85

| Фото | Компания-производитель         | Индекс модели              | Дата выпуска | Размеры    | Экран      | Процессор            | ОЗУ        | ПЗУ        | Страна         | Примечания |
| ---- | ------------------------------ | -------------------------- | ------------ | ---------- | ---------- | -------------------- | ---------- | ---------- | -------------- | --- |
|      | Mera-Elwro                     | Elwro 800 Junior           | 1986         | неизвестно | неизвестно | неизвестно           | неизвестно | неизвестно | Польша         | Предназначался для использования в школах. Производился с 1986 года. Комплектовался внешним блоком из двух дисководов, для работы с которыми использовалась операционная система CP/J — модификация CP/M. Компьютеры можно было объединить в локальную сеть JUNET. |
|      | Mera-Elwro                     | Elwro 800-2 Junior         | 1986         | неизвестно | неизвестно | неизвестно           | неизвестно | неизвестно | Польша         | Модификация без контроллера дисковода. |
|      | Mera-Elwro                     | Elwro 800-3 Junior         | 1986         | неизвестно | неизвестно | неизвестно           | неизвестно | неизвестно | Польша         | Модификация со встроенным контроллером дисковода и разъёмом сети Spectrum. |
|      | Mera-Elwro                     | Elwro 804 Junior PC        | 1986         | неизвестно | неизвестно | неизвестно           | неизвестно | неизвестно | Польша         | Прототип со встроенным 3,5-дюймовым дисководом. |
|      | неизвестно                     | HCX (Magdeburg)            | неизвестно   | неизвестно | неизвестно | неизвестно           | неизвестно | неизвестно | ГДР            | неизвестно |
|      | Hübner Elektronik              | Spectral                   | неизвестно   | неизвестно | неизвестно | неизвестно           | неизвестно | неизвестно | ГДР            | набор для сборки, варианты с 48 и 128 КБ ОЗУ |
|      | Didaktik Skalica Co.           | Didaktik Gama              | 1987         | неизвестно | неизвестно | неизвестно           | неизвестно | неизвестно | Чехословакия   | см. Didaktik |
|      | Didaktik Skalica Co.           | Didaktik M                 | 1990         | неизвестно | неизвестно | неизвестно           | неизвестно | неизвестно | Чехословакия   | см. Didaktik |
|      | Didaktik Skalica Co.           | Didaktik Kompakt           | 1992         | неизвестно | неизвестно | неизвестно           | неизвестно | неизвестно | Чехословакия   | см. Didaktik |
|      | неизвестно                     | Mistrum                    | 1989         | неизвестно | неизвестно | неизвестно           | неизвестно | неизвестно | Чехословакия   | клон ZX Spectrum 48K. ПЗУ содержало помимо латинских символов символы с диакритическими знаками для чешского языка. Описание модели было опубликовано в радиолюбительском журнале Amatérské Radio в январе 1989 года. |
|      | Híradástechnikai Szövetkezet   | HT 3080C                   | неизвестно   | неизвестно | неизвестно | неизвестно           | неизвестно | неизвестно | Венгрия        | Выпущен в 1986 году компанией Híradástechnikai Szövetkezet. Это третья машина компании, предыдущие две были школьными компьютерами, клонами TRS-80 и не имели успеха из-за слабой графики при высокой цене. В 1986 году для новых школьных компьютеров были установлены требования: наличие графики высокого разрешения и поддержка венгерского алфавита. Новая машина сохранила режим совместимости со старыми моделями, получив при этом режим ZX Spectrum. |
|      | ITCI Brasov Romania, г. Брашов | Cobra                      | неизвестно   | неизвестно | неизвестно | неизвестно           | неизвестно | неизвестно | Румыния        | выпускался с 1988 года. 64 либо 80 КБ ОЗУ. Имеет ПЗУ с операционными системами OPUS и CP/M. |
|      | Electronica Bukuresti          | CIP                        | неизвестно   | неизвестно | неизвестно | неизвестно           | неизвестно | неизвестно | Румыния        | Серия CIP (Electronica Bukuresti) выпускалась с 1988 по 1994 год |
|      | Electronica Bukuresti          | CIP-02                     | неизвестно   | неизвестно | неизвестно | неизвестно           | 48 кбайт   | 2 кбайта   | Румыния        | Клон ZX Spectrum 48K, имеющий ПЗУ объёмом всего 2 КБ; для работы с Sinclair BASIC его нужно было загружать с кассеты. |
|      | Electronica Bukuresti          | CIP-03                     | неизвестно   | неизвестно | неизвестно | неизвестно           | неизвестно | неизвестно | Румыния        | Клон ZX Spectrum 48K, с полноценным ПЗУ. Производился с 1988 по 1993 год. Один из наиболее распространённых в Румынии клонов, было выпущено около 15000 экземпляров. |
|      | Electronica Bukuresti          | CIP-04                     | неизвестно   | неизвестно | неизвестно | Z80 A 3.5 MHz        | 256 Кбайт  | неизвестно | Румыния        | Клон ZX Spectrum +3, со встроенным 3-дюймовым дисководом и возможностью работы с CP/M. ОЗУ объёмом 256 КБ. |
|      | ICE-Felix (г. Бухарест)        | HC-85, HC-88, HC-90, HC-91 | неизвестно   | неизвестно | неизвестно | неизвестно           | неизвестно | неизвестно | Румыния        | неизвестно |
|      | ICE-Felix (г. Бухарест)        | HC2000                     | неизвестно   | неизвестно | неизвестно | Z80 A 3.5 MHz        | 64 Кбайта  | неизвестно | Румыния        | (1992—1994, ICE-Felix) — Имел встроенный дисковод 3.5" на 720 КБ, 64 КБ ОЗУ. Мог работать в режиме Spectrum (доступно 48 КБ ОЗУ) либо в режиме CP/M (доступны все 64 КБ ОЗУ) |
|      | Electromagnetica               | Jet                        | неизвестно   | неизвестно | неизвестно | Z80 A 3.5 MHz        | неизвестно | неизвестно | Румыния        | Клон ZX Spectrum 48K. Корпус был взят от телефонного аппарата. |
|      | Sages                          | Sages V1                   | 1990         | неизвестно | 256 x 192  | Z80 A 3.5 MHz        | 48 KB      | 16 KB      | Румыния        | Клон ZX Spectrum 48K. Корпус был взят от телефонного аппарата. |
|      | неизвестно                     | TIM-S                      | неизвестно   | неизвестно | неизвестно | Z80 B 3.5 MHz, 6 MHz | 80 KB      | неизвестно | Румыния        | Серия Timisoara' производилась вблизи университета г. Тимишоара. Компьютер TIM-S был полностью совместим с ZX Spectrum, но имел 80 КБ ОЗУ. Процессор — Z80B, работающий на частоте 3,5 либо 6 МГц, переключатель располагался на задней стенке. На плате расположено около 80-ти микросхем. Внешний блок питания. Интерфейсы RS232 и Centronics. |
|      | неизвестно                     | microTIM                   | неизвестно   | неизвестно | неизвестно | Z80 B 3.5 MHz        | 64 KB      | неизвестно | Румыния        | Серия Timisoara производилась вблизи университета г. Тимишоара. Компьютер microTIM — Более поздняя, удешевлённая версия TimS, количество микросхем уменьшено примерно до 50-ти, ОЗУ — до 64 КБ, нет турбо-режима 6 МГц, нет RS232. |
|      | неизвестно                     | microTIM+                  | неизвестно   | неизвестно | неизвестно | Z80 B 3.5 MHz        | неизвестно | неизвестно | Румыния        | Серия Timisoara производилась вблизи университета г. Тимишоара. Компьютер microTIM+ — Модель с отдельной клавиатурой и встроенным блоком питания. |
|      | неизвестно                     | TIM-S+                     | неизвестно   | неизвестно | неизвестно | Z80 B 3.5 MHz        | 128 Кбайт  | 2 Кбайта   | Румыния        | Серия Timisoara производилась вблизи университета г. Тимишоара. Компьютер TIM-S+ — Последняя модель в серии, совместима с ZX Spectrum +3, имеет режим CP/M. Большой корпус, два 5-дюймовых дисковода. ПЗУ — 2 КБ, ОЗУ — 128 КБ. |
|      | неизвестно                     | Chrome                     | неизвестно   | неизвестно | неизвестно | неизвестно           | неизвестно | неизвестно | Италия         | радиолюбительский клон, разработан Mario Prato в 2004 году на основе SpeccyBob. |
|      | Investronica                   | Inves Spectrum +           | неизвестно   | неизвестно | неизвестно | Z80 A 3.5 MHz        | 48 Кбайт   | неизвестно | Испания        | Клон ZX Spectrum 48K, по внешнему виду похож на оригинальный ZX Spectrum+. |
|      | Chris Smith                    | Harlequin                  | неизвестно   | неизвестно | неизвестно | Z80 A 3.5 MHz        | 48 Кбайт   | неизвестно | Великобритания | Клон ZX Spectrum 48K, созданный Крисом Смитом, с тем чтобы досконально исследовать оригинальную ULA. Завершён в 2008 году. - Harlequin Issue ONE: This is the first version, extend from Harlequin 48K so it has 48K timing. Bug: — No 470 Ohm resistor at port 7FFD to prevent collision with Disable port signal. - Harlequin Issue 1: 48K timing, add Kempston joystick port. Bug: — No 470 Ohm resistor at port 7FFD to prevent collision with Disable port signal. — No IORQULA signal at edge connector - Harlequin Issue 1B. Клон ZX Spectrum 48K, дальнейшее развитие Harlequin. Модель Issue 1B: используются тайминги 48K, добавлен резитор номиналом 470 Ом на порт 7FFD. Bug: — нет сигнала IORQULA at edge connector. - Harlequin Issue 2 — Клон ZX Spectrum 48K, дальнейшее развитие Harlequin. Модель Issue 2: используются тайминги 128K, добавлена поддержка порта Kempston joystick. Bug: — No 470 Ohm resistor at port 7FFD to prevent collision with Disable port signal. — No IORQULA signal at edge connector - Harlequin Issue 2B — Клон ZX Spectrum 48K, дальнейшее развитие Harlequin. Модель Issue 2B: 128K timing, add 470 Ohm resistor at port 7FFD. Bug: — No IORQULA signal at edge connector. - Harlequin Issue 2D — Клон ZX Spectrum 48K, дальнейшее развитие Harlequin. Модель Issue 2D: появилась поддержка +3 ROM, добавлен сигнал IORQULA at edge connector. |
|      | Superfo                        | Harlequin Issue 2E         | неизвестно   | неизвестно | неизвестно | Z80 A 3.5 MHz        | неизвестно | неизвестно | Великобритания | Клон ZX Spectrum 48K, дальнейшее развитие Harlequin. Change master clock to be 14.318 MHz. Известные баги: Not 100 % 128K timing. |
|      | Superfo                        | Harlequin Issue 2F         | неизвестно   | неизвестно | неизвестно | Z80 A 3.5 MHz        | неизвестно | неизвестно | Великобритания | Клон ZX Spectrum 48K, дальнейшее развитие Harlequin. Модель Issue 2F: стала использоваться только одна микросхема 74HC257 для генерации сигнала RGB. |
|      | Superfo                        | Harlequin Issue 2G         | неизвестно   | неизвестно | неизвестно | Z80 A 3.5 MHz        | неизвестно | неизвестно | Великобритания | Клон ZX Spectrum 48K, дальнейшее развитие Harlequin. Use switch to select 48k-128K timing and PAL-NTSC mode, instead using jumper. |
|      | Superfo                        | Harlequin Issue 3D         | неизвестно   | неизвестно | неизвестно | Z80 A 3.5 MHz        | неизвестно | неизвестно | Великобритания | Клон ZX Spectrum 48K, дальнейшее развитие Harlequin. Добавлены порты RS-232 и CF-IDE, поддержка +3E ROM. |
|      | Superfo                        | Harlequin Issue 3G         | неизвестно   | неизвестно | неизвестно | Z80 A 3.5 MHz        | неизвестно | неизвестно | Великобритания | Клон ZX Spectrum 48K, дальнейшее развитие Harlequin. Реализована поддержка внешних дисководов модели +3 Superfo-Harlequin-128 |
|      | Superfo                        | Harlequin Issue 3H         | неизвестно   | неизвестно | неизвестно | Z80 A 3.5 MHz        | неизвестно | неизвестно | Великобритания | Клон ZX Spectrum 48K, дальнейшее развитие Harlequin. Используется разъем MiniDIN 9 для выхода RGB Superfo-Harlequin-128. |
|      | Superfo                        | Harlequin Issue 4A         | неизвестно   | неизвестно | неизвестно | Z80 A 3.5 MHz        | неизвестно | неизвестно | Великобритания | Клон ZX Spectrum 48K, дальнейшее развитие Harlequin. Реализована поддержка режима ALLRAM. |
|      |                                | ZX Spectrum Next           | неизвестно   | неизвестно | неизвестно | Z80N                 | неизвестно | неизвестно | Великобритания | 8-разрядный домашний компьютер, выпущенный в 2017, аппаратно и программно совместимый с оригинальным ZX Spectrum, также имеет некоторые расширенные возможности |

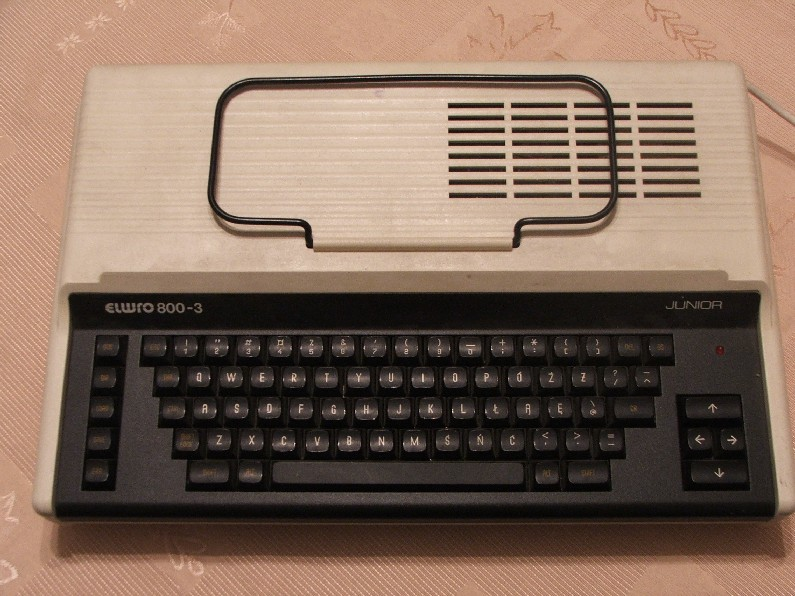
Elwro 800-3 Junior
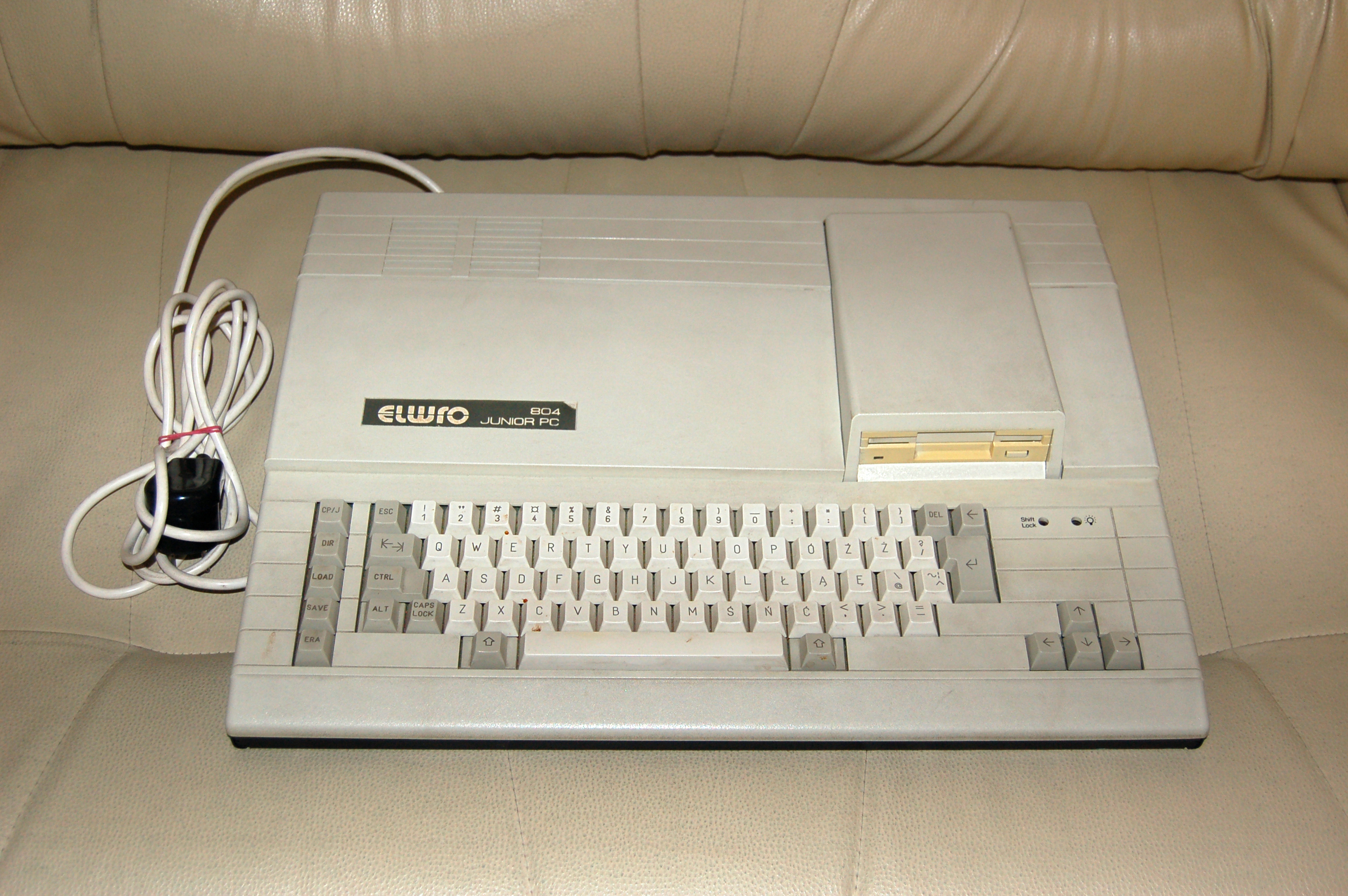
Elwro 804 Junior PC
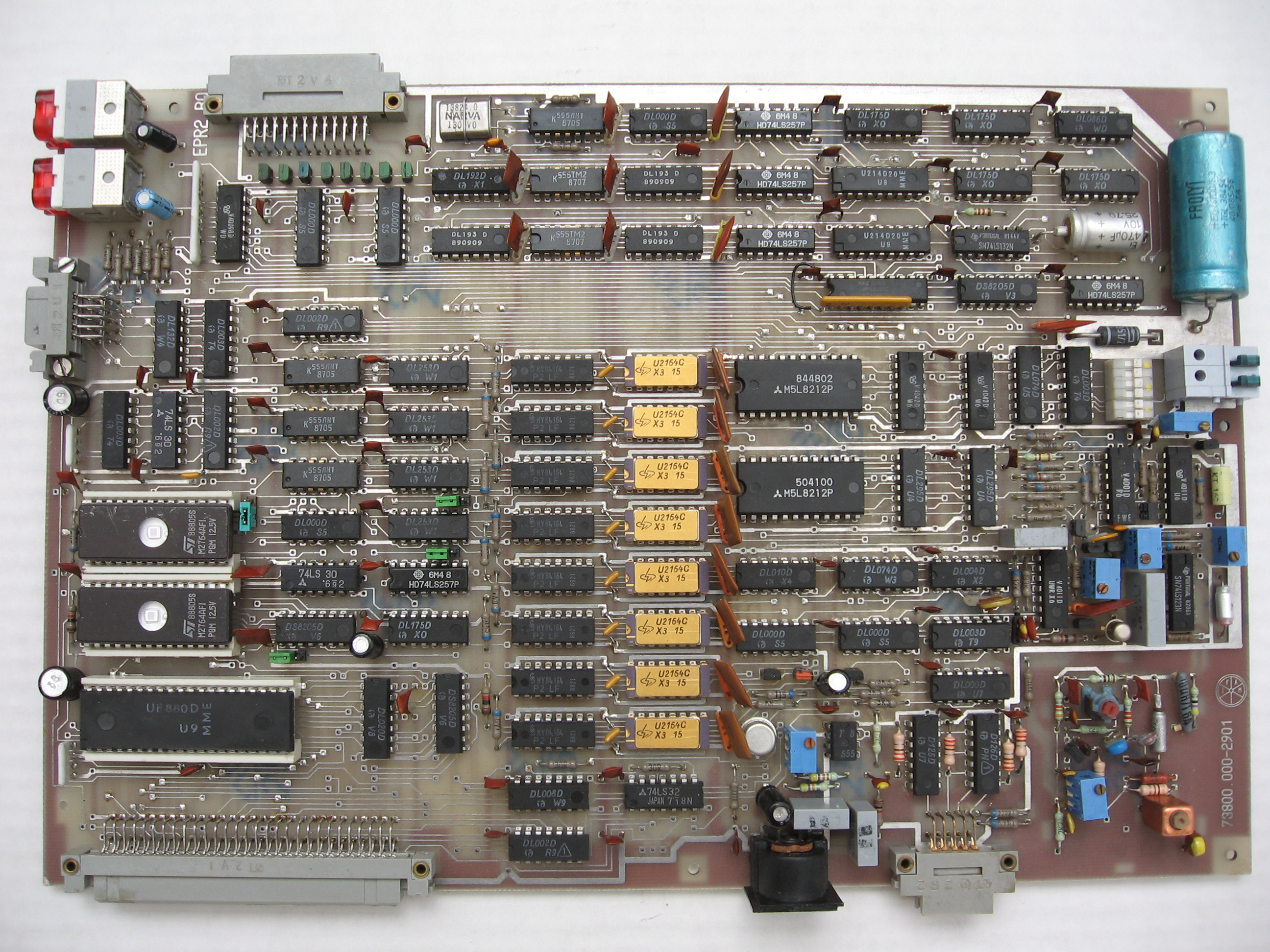
Плата Spectral

- CIP-03
- HC-85

## СССР/Россия/СНГ
Первые ZX Spectrum появились в СССР в середине 1980-х и быстро завоевали популярность благодаря наличию цвета, музыкальным возможностям и, главное, обилию игр. Попали в СССР они вероятнее всего из Польши, по крайней мере, первые игры и документация шли с примечаниями на польском языке.
Сразу же возникла идея сделать клон компьютера на советской элементной базе. Однако проблема заключалась в том, что «сердце» компьютера, процессор Z80 в СССР на тот момент не производился, и его приходилось ввозить из за рубежа (позже, в начале 1990-х советская электронная промышленность наладила выпуск клонов процессора Z80 — Т34ВМ1 и КР1858ВМ1).
Другая проблема заключалась в том, что практически вся схема ZX Spectrum размещалась в специализированном чипе ULA — аналог современного понятия «чипсет». Микросхема выпускалась на заводах Ferranti под строгим контролем, поэтому создателям клонов пришлось эмулировать работу ULA на микросхемах малой и средней степени интеграции серий К155/555 и К561/564 (позднее советская электронная промышленность освоила и аналог микросхемы ULA — Т34ВГ1). Количество требуемых микросхем разнилось от версии к версии клона.
Благодаря дешевизне и простоте конструкции они получили широкое распространение на территории СССР — вначале их собирали сами радиолюбители, позднее к процессу подключились первые кооператоры.
Позднее, с предоставлением большей свободы государственным предприятиям, несколько вариантов компьютера начали выпускаться на предприятиях МЭП.
С появлением относительно дешёвых ПЛИС стали появляться клоны и на их основе — такие как Sprinter, Speccy2007, Speccy2010.
| Фото | Компания-производитель                                       | Индекс модели        | Дата выпуска | Размеры    | Экран                                                 | Процессор                                                               | ОЗУ | ПЗУ        | Страна    | Примечания |
| ---- | ------------------------------------------------------------ | -------------------- | ------------ | ---------- | ----------------------------------------------------- | ----------------------------------------------------------------------- | --- | ---------- | --------- | --- |
|      | «Цветотрон»                                                  | ALF TV Game          | неизвестно   | неизвестно | неизвестно                                            | Т34ВГ1                                                                  | 128К, 256К | неизвестно | Беларусь  | Игровая приставка на основе ZX Spectrum 48. Разработана брестским СКБ «Запад» и производилась заводом «Цветотрон» (Брест). На верхней стороне расположен разъём картриджа ПЗУ. Построена на БМК Т34ВГ1. ОЗУ на двух редких микросхемах ЭКР565РУ11, которые имеют организацию 65536×4, ПЗУ 27256 (КР573РФ8) либо 27c010 (128 КБ) со встроенными играми. Два разъёма для подключения джойстиков, выход RGB, ВЧ-модулятор. Блок питания внешний, вырабатывает нестабилизированное постоянное напряжение около 14 В. Нужные для питания приставки напряжения 5 В и 12 В получаются путём использования стабилизаторов внутри самой приставки. Джойстик прямоугольный, с крестовиной и двумя кнопками, напоминает джойстик от «Dendy». ПЗУ приставки содержит в одной странице меню, в другой странице — обычный Sinclair BASIC. При запуске приставка выводила на экран список игр, прошитых в картридже. Без картриджа выводила пустой список. Картриджи представляют собой плату с микросхемами ПЗУ и дешифратором страниц (обращение к картриджу идёт через страницы размером 16К). Объём ПЗУ в различных картриджах разный — 128К, 256К. |
|      | «Ангстрем»                                                   | Anbelo/C             | неизвестно   | неизвестно | неизвестно                                            | Т34ВГ1                                                                  | 48К | неизвестно | Россия    | Выпускался в виде набора для сборки и в виде готового компьютера. На титульном листе инструкции по сборке значатся: НИИ точной технологии (Зеленоград), заводом «Ангстрем» и МГП «Анбело» (пос. Белоозерский). Схема насчитывает всего 15 микросхем, в основе схемы — набор T34. Блок питания распаян непосредственно на основной плате. |
|      | «АTM», «MicroART»                                            | ATM Turbo            | неизвестно   | неизвестно | неизвестно                                            | Zilog Z80A                                                              | 48К | неизвестно | Россия    | Эту машину производили две фирмы: АТМ и MicroART. Во время разработки машины АТМ-ТУРБО-2 творческий коллектив и часть «аппарата» ушли из фирмы АТМ и организовала фирму MicroART. При этом фирма «АТМ» потеряла права на разработку «ATM Turbo 2» версии 6.30, 6.40, 7.00, 7.10, 7.1. С версии v7.00 машина называется ТURBO 2+ во избежание ошибок и путаницы. Возможности TURBO 2+: ОЗУ до 1 Мб (в v6.40 до 512 Кб), режим TURBO, контроллер Beta-Disk Interface с цифровой ФАПЧ, четыре режима графики: 1. EGA (320×200), 16 цветов на экране из палитры в 64 цвета. 2. (640×200), 2 цвета из 16 в каждом знакоместе 8 × 1 пикселов, 3. Tекстовый (80×25), 16 цветов. 4. Режим ZX Spectrum (256×192). Ко всему прочему, имеются на плате: АЦП, ЦАП и ПЗУ от КР573РФ2 до 271000 (от 2 КБ до 128 КБ). Операционная система CP/M v2.2 (в ПЗУ). Выход Centronics, выход RS-232 со стандартными выходными уровнями, так что можно подключать стандартную PC-периферию (мышь, модем и т. д.), контроллер IDE-винчестера (свободно работает только в CP/M и iS-DOS; для TR-DOS имеется только Disk Doctor; существует одна CD-игра — Time Gal). Генератор звука AY-3-8910/12. Контроллер IBM клавиатуры. Дополнительный порт (не конфликтующий ни с чем), через него можно подключить программатор, модем (протокол V.22, стандарт хайес-модемов) и другую периферию. В версиях до v7.00 подключается АОН с соответствующей программной поддержкой. Системный порт блокируется в Spectrum-режиме (хотя есть специальный вход для использования расширений, он находится в области ТR-DOS). Встроенный COVOX, подключённый к порту #FB. Есть порт #FF. Совместимость в режиме BASIC-48 — 95 %. Недостатки: нет порта Kempston-джойстика, хотя есть два Sinclair-джойстика. Нет системного разъёма. |
|      |                                                              | AZX-Monstrum         | неизвестно   | неизвестно | неизвестно                                            | Т34ВГ1                                                                  | 512К | неизвестно | Россия    | Незавершённый проект создания Spectrum-совместимого компьютера на базе Zilog Z380 (32-разрядной версии Z80, способной работать на частоте 40 МГц). Предполагалось, что компьютер будет располагать собственным графическим адаптером, AT-клавиатурой, собственным BIOS и расширяемым интерпретатором BASIC; память должна была расширяться от 512 Кб вплоть до 4 Мб. Периферия — два дисковода гибких дисков, два винчестера IDE. Проект был начат в 1999 году и заброшен в начале 2001 года. |
|      |                                                              | Contact              | неизвестно   | неизвестно | неизвестно                                            | неизвестно                                                              | 64К | неизвестно | Россия    | Contact 64 и Contact 128 выпускались компанией Контакт Плюс Лтд (г. Санкт-Петербург), обе модели имели четыре модификации, отличающиеся наличием встроенного контроллера дисковода и звукового синтезатора AY-3-8910. Все модификации модели использовали одну и ту же печатную плату, в более простых моделях на плате не распаивались дополнительные компоненты. Исполнение — моноблок, корпус объединён с клавиатурой. Contact CPS-128 имел отдельный и довольно большой корпус системного блока, отдельную клавиатуру. В корпусе располагался блок питания, дисковод и материнская плата с пятью слотами. На платы расширения были вынесены: контроллер дисковода, звуковая плата на основе Yamaha YM2149F (на этой же плате был выведен разъём клавиатуры), кодер SECAM с композитным видеовыходом. Производился в 1989—1996 годах. |
|      |                                                              | Dynael               | неизвестно   | неизвестно | неизвестно                                            | Т34ВГ1                                                                  | 512К | неизвестно | Россия    | Клон ZX Spectrum 48K. Производился компанией Dynaelektronik. На плате установлены 40 микросхем, использованы импортные микросхемы (74xx). Корпус взят от компьютера БК-0010. |
|      |                                                              | GrandRomMax          | неизвестно   | неизвестно | неизвестно                                            | Т34ВГ1                                                                  | 512К | неизвестно | Россия    | Под названием GrandRomMax была известна «независимая научно-производственная лаборатория компьютерной техники города Фрязино», образованная примерно в 1993 году, в которой было создано несколько моделей совместимых c ZX Spectrum компьютеров, по сути, несколько изменённых Pentagon 128. Производимые платы: GRM 2+ (1994), Grandboard 2+ (1995), GrandTower 2+. |
|      |                                                              | HIMAC                | неизвестно   | неизвестно | неизвестно                                            | Т34ВГ1                                                                  | 512К | неизвестно | Россия    | HIMAC 48 и HIMAC 128 — клоны ZX Spectrum 48K и ZX Spectrum 128K разработанные на БМК, что с грамотной разводкой платы придавала им внушительную компактность, несмотря на встроенные музыкальный сопроцессор и контроллер дисковода на ВГ93. Имелись проблемы с совместимостью. Выпускались ТОО «Химак», Новосибирск. |
|      |                                                              | KAY                  | неизвестно   | неизвестно | неизвестно                                            | Т34ВГ1                                                                  | 512К | неизвестно | Россия    | С 1998 по 2001 год выпускались модели KAY 256 и KAY 1024, с ОЗУ объёмом в 256 КБ и в 1 МБ. Автор — Вячеслав Скутин. Машина является аналогом Scorpion 256, но в другой схемной реализации. Отличается наличием параллельного интерфейса Centronics, возможностью подключения клавиатуры от IBM PC, мыши (Kempston mouse), жёсткого диска IDE через соответствующие контроллеры, вставляемые в разъёмы расширения, и кнопкой TURBO (переключающей частоту процессора 3,5/7МГц). Контроллер жесткого диска менее функциональный, чем контроллер от Скорпиона и не взаимозаменяем с ним. Поддерживает работу с операционной системой TR-DOS путём копирования образа диска в оперативную память. Системный разъём NEMO-BUS физически такой же, как системный разъем ZX-BUS (используемый в Scorpion 256), но с дополнительными используемыми контактами. |
|      |                                                              | Magic                | неизвестно   | неизвестно | неизвестно                                            | Т34ВГ1                                                                  | 48К | неизвестно | Россия    | Серия моделей, разработанная НПО «Интеграл». Участники разработки — Сергей Жаворонков, Андрей Вычегжанин, Юрий Серёгин; начальник отдела разработки — Анатолий Хоменя. MAGIC — ZX Spectrum-48K. 52 микросхемы. Клавиатура — 41 клавиша. Имеет Sinclair джойстик. На плате установлены 8 кр565ру5 и 8 кр565ру6. Обычное ПЗУ (2 штуки) Sinclair Research Ltd/ 1982. MAGIC-04 — Собран на мелкой логике, 52 микросхемы. Клавиатура — 41 клавиша. Имеет встроенный кодер SECAM, интерфейсы джойстиков Kempston и Sinclair. MAGIC-05 — Усовершенствование предыдущей модели. Клавиатура — 60 клавиш. ПЗУ модифицировано, добавлена поддержка расширенной клавиатуры и порта принтера. MAGIC-06 — ZX Spectrum 48k, собранный на ULA, с модифицированной ПЗУ выпуска 1993 года. Имеет плёночную перемаркированную клавиатуру «Электроника МС7007», встроенный SECAM-кодер и ВЧ-модулятор, то есть возможно подключение к телевизору без вмешательства в сам телевизор. Также присутствует и RGB-выход. Модель ULA неизвестна, так как на ней нет маркировки. MAGIC-07 — ZX Spectrum 128k с музыкальным синтезатором AY-3-8910 и контроллером дисковода. Выпускались опытные образцы, серийно не производился. |
|      |                                                              | Orizon-Micro         | неизвестно   | неизвестно | неизвестно                                            | неизвестно                                                              | 48К | неизвестно | Украина   | ZX Spectrum 48K на мелкой логике, 67 микросхем. Производился на Смелянском радиоприборном заводе (г. Смела, Черкасская область, Украина). |
|      |                                                              | Patisonic            | неизвестно   | неизвестно | неизвестно                                            | неизвестно                                                              | 48К | неизвестно | Россия    | Омская фирма Patisonic, образованная в 1991 году, в 1992 году приступила к производству клонов ZX Spectrum. - Patisonic 48 — сильно переработанный вариант схемы «Ленинград». Выпускался в корпусе от компьютеров Корвет. - Patisonic 48ST — имел поддержку картриджей ПЗУ с возможностью «горячего» подключения, с этой целью в ПЗУ Sinclair BASIC был добавлен загрузчик ПО с картриджа. На один картридж объёмом в 2-4 мегабита записывалось 5-20 игр. Существовал даже магазин по продаже и обмену таких картриджей. Всего было продано около 1000 экземпляров машины. Так же успешно, как и продавали, в фирме расширяли эти компьютеры до 128 кБ ОЗУ и подключали контроллеры дисководов. |
|      |                                                              | Profi                | неизвестно   | неизвестно | неизвестно                                            | неизвестно                                                              | 512К | неизвестно | Россия    | Разработанные в 1991 году Profi и Profi+ московской фирмой «Кондор» — были следующим шагом в развитии ZX Spectrum в СССР. Кроме аппаратной поддержки «Speccy», они могли работать в системе CP/M, имели 512 КБ или 1 МБ ОЗУ, режим «турбо» (заставлявший работать процессор на частоте 7 МГц), порт Centronics, музыкальный сопроцессор, возможность подключения жёсткого диска и модема. |
|      |                                                              | RITA                 | неизвестно   | неизвестно | неизвестно                                            | неизвестно                                                              | 48К | неизвестно | Россия    | Клон ZX Spectrum 48К. Построен на 40 микросхемах. |
|      | НПО «Сигнал»                                                 | Sintez               | неизвестно   | неизвестно | неизвестно                                            | неизвестно                                                              | 48К, 128К | неизвестно | Молдова   | Разработка НПО «Сигнал» (Кишинёв, 1991 год). Клон Spectrum 48K, кроме первой модели очень похожий на Spectrum+. Выпускались модели: Sintez, Sintez M, Sintez 2; Sintez 3 (1993 год) — клон Spectrum 128K. |
|      | «Scorpion»                                                   | Scorpion ZS-256      | неизвестно   | неизвестно | неизвестно                                            | неизвестно                                                              | 256К | неизвестно | Россия    | Разработка фирмы «Scorpion» Сергея Зонова, важной его частью был сервис-монитор (англ. Shadow Service Monitor) Андрея Ларченко, расположенный в теневом ПЗУ (технология подмены ПЗУ), позволявший дизассемблировать и изменять программный код, не загружая свой отладчик, для которого часто просто не было места в памяти. Объём ОЗУ в оригинальной модели составлял 256 кБ. Режим работы в ОС CP/M был реализован плохо и многие программы отказывались с ним работать. Присутствовал контроллер Beta Disk Interface, порт принтера, SMUC — контроллер для подключения IDE-винчестера, контроллер обычной PC/AT клавиатуры. Позже появился GMX — модуль для увеличения объёма памяти, дополнительных видеорежимов, аппаратной эмуляции прочих клонов ZX Spectrum . |
|      | «PetersPlus»                                                 | Sprinter             | неизвестно   | неизвестно | неизвестно                                            | неизвестно                                                              | 256К | неизвестно | Россия    | Производился фирмой PetersPlus с 1997 по 2004 год. Основная особенность — использование микросхемы программируемой логики (ПЛИС) Altera. При включении компьютера в ПЛИС загружалась конфигурационная прошивка, в которой были заданы как связи неизменных компонентов (процессор, память), так и реализация дополнительных устройств (видео, звук). Конфигурация компьютера могла заменяться непосредственно в процессе его работы. Выпускались модели Sprinter 97 и Sprinter 2000. Материнская плата имела форм-фактор AT и предназначалась для установки в стандартный корпус IBM PC-совместимых компьютеров. |
|      |                                                              | ZX Evolution         | неизвестно   | неизвестно | неизвестно                                            | неизвестно                                                              | 256К | неизвестно | Россия    | Компьютер-конструктор на основе FPGA, разработанный группой NedoPC в 2009 году. Разработчики: Вадим Акимов, Чунин Роман, Дмитриев Дмитрий. |
|      |                                                              | ZX Next              | неизвестно   | неизвестно | неизвестно                                            | неизвестно                                                              | 128 или 512К | неизвестно | Россия    | Создатели — Константин Свиридов и Леонид Ермаков. Разрабатывался с 1989 года, первые экземпляры были выпущены в 1993 году, всего было выпущено около 700 машин. Продавался как в сборе так и в виде набора для сборки. ОЗУ — 128 либо 512 КБ. На материнской плате был ряд слотов, в которые вставлялись платы расширения. На такие платы были вынесены: видеоконтроллер, контроллер Beta Disk Interface, контроллер жёсткого диска (мог и отсутствовать), контроллер локальной сети, плата расширения памяти. Видеоконтроллер был построен на втором процессоре Z80, который выполнял код из Next ROM Video для формирования видеосигнала. Кроме стандартного видеорежима также был цветной режим 640 × 200. |
|      | «Исеть»                                                      | Арус                 | неизвестно   | неизвестно | неизвестно                                            | неизвестно                                                              | 48К | неизвестно | Россия    | Клон ZX Spectrum 48K. Разработан на основе Pentagon 48 в начале 1990-х годов и запущен в серию на заводе «Исеть», Каменск-Уральский (Свердловская область). Имеет встроенный контроллер дисковода (реализован на микросхеме КР1818ВГ93). Необычной особенностью его конструкции является активное использование микросхем в планарных корпусах. Имеет поддержку русского языка в интерпретаторе Бейсика и в операционной системе TR-DOS. |
|      | БЭМЗ                                                         | Байт                 | 1989 — 1996  | неизвестно | неизвестно                                            | КР1858ВМ1/Т34ВМ1 (Zilog Z80A)                                           | 48К | 16K        | Беларусь  | ПЭВМ «Байт» — продукт Брестского электромеханического завода (БЭМЗ). Выпускался с 1991 по 1995 год, был в свободной продаже не только в Беларуси, но и на территории Украины. Свободно (и даже в кредит) продавался в Улан-Удэ. «Байт» имел в запасе 48 килобайт оперативной памяти и 2 переключаемых ПЗУ по 16 Кб, одно из них — с кириллическим шрифтом. Переключение русифицированного ПЗУ и оригинального производилось нажатой или отжатой кнопкой переключения на торцевой поверхности (кнопка «Совмест»). Байт позволял производить расширение ОЗУ до 128 КБ на внешнем контроллере. Объём памяти «Байта» научились расширять до 256 КБ и даже до 1024 КБ. Также была возможна замена ROM BASIC-48 на BASIC-128. Возможность работы с памятью выше 64 KБ как правило решалась путём переключения банков памяти (см. КР580ВМ1). |
|      | неизвестно                                                   | Балтик               | неизвестно   | неизвестно | неизвестно                                            | Т34ВГ1                                                                  | неизвестно | 48К        | Россия    | Один из первых клонов в СССР, появился примерно в 1988 году. ULA эмулировалась на однократно программируемых (пережигаемых) микросхемах К556РТ4 и К155РЕ3. Всего на плате чуть менее 50 микросхем. Процессор Z80 работал на частоте 4 МГц вместо 3,54 МГц на ZX Spectrum. |
|      | «Радиоприбор», г. Владивосток                                | Бейсик               | неизвестно   | неизвестно | неизвестно                                            | Zilog Z80A                                                              | 48К | 16K        | Россия    | Выпускался на владивостокском заводе «Радиоприбор». Версия с 48 КБ ОЗУ. Обладал практически полной совместимостью с оригинальной моделью (практически все программы шли без сбоев). Процессоры для этой модели закупались в Южной Корее. Компьютер был снабжён пластмассовой клавиатурой, надписи на клавишах были нанесены лазером и поэтому практически не стираемы. Системная плата располагалась в пластмассовом корпусе под клавиатурой. Продавался в чемодане типа «дипломат» . В комплекте шла одна кассета с программами и играми. |
|      | «Радиоприбор», г. Владивосток                                | Бриз                 | неизвестно   | неизвестно | неизвестно                                            | Zilog Z80A                                                              | 128К | неизвестно | Россия    | Выпускался на владивостокском заводе «Радиоприбор». Версия со 128 КБ ОЗУ. Кроме увеличенного объёма оперативной памяти в комплекте шёл контроллер принтера, дисковода, музыкальный сопроцессор. Дисковод тоже шел в комплекте. Визуально был братом-близнецом компьютера БЕЙСИК |
|      | ВПО «Прометей», г. Одесса                                    | Вега                 | неизвестно   | неизвестно | неизвестно                                            | Zilog Z80A                                                              | 64К,128К | неизвестно | Украина   | Вега-64 и Вега-128. Выпускался в Одессе (УССР, СССР) ВПО «Прометей» в 1990—1991. Комплектовался серой контактной клавиатурой с русско-латинской раскладкой в чёрном пластиковом матово-глянцевом корпусе, имел кнопку Reset (перезагрузка). Корпус имел угол наклона и был хорошо сделан в плане эргономики и дизайна. При переключение на русский, все символы (включая язык Basic) отображались в кириллице. На их базе были построены компьютерные классы. |
|      | Радиозавод «Сигнал», г. Ставрополь                           | Веста                | неизвестно   | неизвестно | неизвестно                                            | Zilog Z80A                                                              | 48К | неизвестно | Россия    | * Веста ИК-30 — клон ZX Spectrum 48K по схеме «Ленинград» , производился Ставропольским радиозаводом «Сигнал». 40-кнопочная клавиатура, внешний блок питания. Комплектовался джойстиком Веста ИМ-01. - Веста ИК-30М. - Веста ИК-31 — в том же корпусе что и ИК-30, но собран на Т34ВГ1. |
|      | Ижевский радиозавод, г. Ижевск                               | Восток               | неизвестно   | неизвестно | неизвестно                                            | Zilog Z80A                                                              | 48К | неизвестно | Россия    | Восток-48 — клон ZX Spectrum 48K, производился Ижевским радиозаводом. Комплектовался джойстиком с Kempston Interface. Был выполнен в форм-факторе «клавиатура + встроенный магнитофон». |
|      | ОКБ «Процессор», г. Воронеж,                                 | Гамма                | неизвестно   | неизвестно | неизвестно                                            | Zilog Z80A                                                              | 48К | неизвестно | Россия    | Гамма («Комплекс игровой Гамма») — российский клон ZX Spectrum 48K. Производился ОКБ «Процессор», Воронеж, в конце 1980-х годов. ПЗУ содержит изменения — строчные английские буквы заменены русскими, переведены на русский язык сообщения Sinclair BASIC. На задней стенке корпуса компьютера располагаются шесть DIN-разъёмов для подключения ТВ, монитора, джойстика внешнего блока питания и магнитофона (отдельно вход и выход). |
|      | «Дельта-С», г. Чебоксары                                     | Дельта-С             | неизвестно   | неизвестно | Графика: 256×192 — стандартный видеорежим ZX Spectrum | Процессор: КР1858ВМ1 (или другой клон Z80A) на тактовой частоте 3,5 МГц | 48 (128 для Дельта-С 128) КБ, ПЗУ — 16 КБ; ОЗУ раздельное: первые 16 КБ памяти были выполнены на КР565РУ6, остальные 32К на КР565РУ5 | неизвестно | Россия    | Разновидности: - Дельта-С — два варианта, с раздельным полем памяти (75 микросхем), и со сплошным полем памяти (52 микросхемы). Существовал вариант на БМК 1515ХМ1 (Т34ВГ1). Также были варианты, отличающиеся используемой клавиатурой. - Дельта-СА, Дельта-СБ - Дельта-Секам-Диск — с контроллером дисковода и кодером SECAM - Дельта-Микро - Дельта-С 128 — аналог ZX Spectrum 128K, производившийся фирмой «Дельта-С», г. Чебоксары. Построен на БМК КБ01ВГ1-2 производства завода «Микрон». - Звук: AY8910, у Чебоксарских ПК звуковой чип был встроен во внешний блок расширения вместе с дисководом и контроллером дисковода. Блок расширения подключался через слот расширения на мат. плате. Также на предприятии производилась доработка выпущенных ранее компьютеров для исправления выявленных багов и была возможность установить AY8910 отдельно. - Встроенный динамик - Системный разъём В зависимости от исполнения использовал обычную или нестандартную (русифицированную) прошивку. Для переключения раскладки были использованы команды № 209 и № 210 (CAT,FORMAT), возможно, разработчик предполагал, что к данной модели дисковод подключаться не будет. Существовало несколько аппаратных ревизий, некоторые из которых имели несовместимость со многими играми — например, игры, взломанные польским хакером с ником «Билл Гилберт» зависали на этапе загрузки, после появления надписи «CRACKED BY BILL GILBERT». Не работало около 30 % программ, это было указано в руководстве. |
|      | «Тензор», г. Дубна                                           | Дубна 48К            | неизвестно   | неизвестно | Графика: 256×192 — стандартный видеорежим ZX Spectrum | Процессор: Аналог Zilog Z80, 1,875 МГц                                  | 48 KB ОЗУ (16 чипов серии КР565), 16 KB ПЗУ                                                                                          | неизвестно | Россия    | Клон ZX Spectrum 48K. Разработан в 1987—1988 годах. Выпускался приборным заводом «Тензор», город Дубна. Основные микросхемы: Z80A, КР580ВВ55. Есть кнопка сброса. Тактовая частота процессора «Дубны 48К» почти в два раза меньше частоты оригинального ZX Spectrum, поэтому разработчиками была изменена прошивка ПЗУ: были модифицированы процедуры для ввода-вывода с магнитофона, чтобы обеспечить совместимость при работе с магнитной лентой. Низкая тактовая частота затрудняла работу с программным обеспечением написанным для ZX Spectrum, например, многие игры работали в два раза медленнее, а некоторые игры, использующие свой собственный загрузчик с кассеты, просто физически не могли быть загружены. В качестве монитора для «Дубны 48К» используется телевизор, в комплекте поставлялся высокочастотный переходник, позволяющий соединить компьютер с антенным входом телевизора. Также в комплекте был увесистый блок питания и джойстик типа Kempston. - Процессор: Аналог Zilog Z80, 1,875 МГц - Память: 48 KB ОЗУ (16 чипов серии КР565), 16 KB ПЗУ - Разрешение — 256×192 пикселей, 24 строки по 32 символа; 8 цветов в двух режимах, дающих в сумме 15 разных цветов - RF-модулятор с SECAM-кодером - RS-232 порт - Питание — 5 вольт, 1,7 ампер - Размеры — 52×320×255 мм В схеме используется 60 микросхем. |
|      | «ЛЭМЗ», г. Москва                                            | Дуэт                 | неизвестно   | неизвестно | неизвестно                                            | Процессор: КР1858ВМ1 на тактовой частоте 3,5 МГц                        | 48 КБ | неизвестно | Россия    | Клон ZX Spectrum 48K. Выпускался на Лианозовском электромеханическом заводе (ЛЭМЗ, г. Москва). Использовался корпус от компьютера Микроша (серийно выпускавшийся Радио-86РК), который ранее производился на том же заводе. На плате установлено 53 микросхемы. |
|      | «РИП», г. Краснодар                                          | Импульс              | неизвестно   | неизвестно | неизвестно                                            | неизвестно                                                              | 48 КБ | неизвестно | Россия    | В Краснодаре завод РИП выпускал клоны под маркой «Импульс». Клавиатура имела встроенную поддержку русских символов и изменённое нестандартное ПЗУ соответственно. Модель «Импульс-М» отличалась встроенным СЕКАМ-кодером для подключения компьютера к телевизору. . |
|      | «Счетмаш», г. Курск                                          | Искра-1085           | неизвестно   | неизвестно | неизвестно                                            | неизвестно                                                              | 64 КБ | неизвестно | Россия    | Клон ZX Spectrum 48K с увеличенной до 64K оперативной памятью. Русифицирован, имеет раскладку ЙЦУКЕН, на клавиатуре присутствует клавиша Ё. Разработан во второй половине 1980-х годов. Выпускался на производственном объединении «Счётмаш», город Курск. Построен на наборе микросхем Т34. В качестве ПЗУ используется две микросхемы КС573РФ4А. Компьютер имел встроенный трансформаторный блок питания. Выпускался в корпусе компьютера Искра 1080 Тарту, выпускавшегося тем же заводом с 1988 года и являвшегося оригинальной разработкой (не совместимым с другими компьютерами). В данной модели использовалась другая клавиатура (модифицирована пресс-форма), был убран цифровой блок и один светодиод. |
|      | «ОАО Завод ПАК», г. Орша                                     | Квант                | неизвестно   | неизвестно | неизвестно                                            | неизвестно                                                              | 48 КБ | неизвестно | Беларусь  | Выпускался на заводе приборов автоматического контроля (ОАО Завод ПАК) в г. Орша, Беларусь. Представлял собой версию с 48 КБ ОЗУ. О распространении доподлинно ничего не известно. Точно известно, что поставлялся в магазины г. Витебска (г. Орша находится в Витебской области) и г. Минска. О продажах «Кванта» за пределами Беларуси ничего не известно. Широкого распространения не получил из-за постоянного перегрева (корпус практически не вентилировался) и рассыпающейся клавиатуры (клавиши крепились на тонких штырьках из хрупкой пластмассы, штырьки отламывались и клавиатура становилась не функциональной), также на «Кванте» всё работало где-то на 10-15 % медленнее, чем на ZX Spectrum |
|      | «Квант» (г. Зеленоград)                                      | Квант-БК МС0530      | неизвестно   | неизвестно | неизвестно                                            | неизвестно                                                              | 48 КБ | неизвестно | Россия    | Клон ZX Spectrum 48K, разработан НПП «Кристалл» (ГК В. Е. Осипов) в 1991 году, выпускался заводом «Квант» (г. Зеленоград) по 1995 год. Схема построена на БМК Т34ВГ1, содержит 29 микросхем, имеется встроенный контроллер Beta Disk Interface (фото, источник, ). В таком же корпусе выпускался компьютер Atas (ZX-Atas), версия 1.5 которого является полной копией Квант-БК . |
|      | АО «УПП „Вектор“ (г. Екатеринбург)                           | Кворум               | неизвестно   | неизвестно | неизвестно                                            | неизвестно                                                              | 48 КБ — 128 КБ | неизвестно | Россия    | * Кворум — клон ZX Spectrum 48K. - Кворум 64 — ОЗУ объёмом 64 КБ, дополнительные 16 КБ использовались как теневое. - Кворум 128 — клон ZX Spectrum 128K,без AY-3-8910. Схема построена на БМК КБ01ВГ1-2. В ПЗУ присутствовал встроенный тест, монитор и копировщик. Была возможность работы как в TR-DOS, так и в CP/M. - Кворум 128+ — модификация Кворум 128 со встроенным 3» дисководом с контроллером и звуковым синтезатором AY-3-8910. |
|      | ОАО «Мытищинский электротехнический завод» (МЭТЗ), г. Мытищи | Комета-01            | неизвестно   | неизвестно | неизвестно                                            | неизвестно                                                              | 64 КБ | неизвестно | Россия    | Модель с 64 КБ ОЗУ выпускалась на Мытищинском электротехническом заводе с 1988 по 1994 год. |
|      | Ижевский механический завод, г. Ижевск                       | Компаньон            | неизвестно   | неизвестно | неизвестно                                            | неизвестно                                                              | 48 КБ | неизвестно | Россия    | Выпускался на Ижевском механическом заводе. Первая модель Компаньон — практически повторяет схему и плату Балтика, Компаньон-2 и Компаньон-3 построены на БМК Т34ВГ1. Третья модель почти не выпускалась. |
|      | неизвестно                                                   | Композит             | неизвестно   | неизвестно | неизвестно                                            | неизвестно                                                              | 48 КБ,128 КБ | неизвестно | Россия    | КОМПОЗИТ-48 — В общих чертах тот же «Ленинград-2», но несколько улучшенный. Необходимо заметить, что на таких машинах, как «Ленинград-1», «Ленинград-2», «Композит-48», вместо кварца можно поставить подстроечный конденсатор. КОМПОЗИТ 128 — Память была просто напаяна поверх припаянной к плате в режиме 48 КБ, это делало машину трудно настраиваемой. На плате нет контроллера Beta-Disk Interface, нет системного разъёма, подключение принтера связано с некоторыми проблемами. Это просто ZX Spectrum 128 для работы с магнитофоном, а если захочется подключить Beta Disk Interface, то всё придётся делать на проводах. |
|      | неизвестно                                                   | КР-05                | неизвестно   | неизвестно | неизвестно                                            | неизвестно                                                              | 48 КБ | неизвестно | Россия    | Выпускался на Ульяновском радиоламповом заводе. Представлял собой почти не изменённый Ленинград-1. См статью Электроника КР-01/02/03/04. |
|      | неизвестно                                                   | Красногорск          | неизвестно   | неизвестно | неизвестно                                            | неизвестно                                                              | 48 КБ | неизвестно | Россия    | Модель появилась в 1990 году. Для формирования видеосигнала применялась ПЗУ К573РФ2(5). |
|      | неизвестно                                                   | Ленинград            | неизвестно   | неизвестно | неизвестно                                            | неизвестно                                                              | 48 КБ | неизвестно | Россия    | Зоновский, он же ленинградский вариант. В Ленинграде этот вариант назывался «зона», в честь одного из производителей — ленинградского предпринимателя Сергея Зонова (ZS Research). Ленинград 1 — Такие платы с написью «ZS-Research» появились в Ленинграде в начале 1988 года. Схема получена С.Зоновым оптимизацией выпускаемой в Ленинграде подпольно с 1986 года платы клона ZX на 47 микросхемах. Группа инженеров одного предприятия наладила подпольный выпуск клонов ZX-Spectrum. Слухи об этом пошли с весны 1987 года. Схемы не было, с микросхем удалена маркировка, а печатная плата сознательно содержала 30 ошибок. Эти платы в количестве всего несколько десятков появились на нелегальном рынке у «Юного Техника» осенью 1987 и на них собирались первые клоны ZX в Ленинграде. Эта ранняя плата имела отличительные черты, по котором можно легко идентифицировать плату: разъём ГРПМ-61, одна 565РУ5, 589ИР12, 155ЛП10, счётчики и вся логика 155-той серии (555-той серии ИР16, ТМ9 и КП16), кварц 7 МГЦ. Оптимизация заключалась в замене КП12 на КП11 в адресном мультиплексоре, ЛП10 буфера клавиатуры и джойстика заменены на КП11, буфер памяти 589ИР12 заменён на 555ИР22, а в выходном сдвиговом регистре вместо двух ИР16 поставлена одна ИР9. Формирователь RGB исправлен заменой двух ИР16 на две КП13. Также блок логики формирующий основные сигналы из весов счётчиков был оптимизирован. В результате оптимизации общее число корпусов сократилось с 47 до 44. Таким образом это не разработка с нуля, а лишь модификация. Заслугой С.Зонова следует считать плотную разводку платы, что позволило сократить размер, даже введя макетный участок для расширений. Эта плата стала доступной раньше иногородних вариантов, была проще, дешевле, легко настраивалась, потому именно она стала одной из самых массовых в СССР и её полные или чуть изменённые копии массово производились во всех крупных городах страны. Почти одновременно с платой С.Зонова появилась почти идентичная плата с надписью «Composite» и предположительно выпускалась по договорённости с С.Зоновым. Всё отличие этой платы заключалось в обратной замене ИР9 на две ИР16. Схему С.Зонова упрекают в упрощённой адресации портов. Происхождение первоначальной схемы «Ленинград-0» не ясно, автор неизвестен. Это могла быть как местная разработка, так и оптимизация схемы из Прибалтики. Известно лишь, что сведения о том, что в Прибалтике кто-то продает самодельные компьютеры ZX-Spectrum появились в начале 1987. Скорее всего это не был вариант «Балтик», речь о другой прибалтийской стране. А заимствования из московской, а тем более львовской платы маловероятны. Это сразу понятно из сравнения схем. В любом случае все разработки клонов ZX Spectrum в СССР начались только после публикации в иностранном журнале схемы клона ZX Spectrum без фирменной микросхемы ULA. По другим данным, в Ленинграде был кооператив, организованный сотрудниками Физфака ЛГУ и ЛИЯФ, который примерно с 1984 или 1985 выпускал клон ZX Spectrum по схеме (41 корпус DIP микросхем) неизвестного разработчика, который, как и Сергей Зонов, тоже был участником «Компьютерного клуба» при ЛДМ (Ленинградском Дворце Молодежи). Схема «Ленинграда» была очень похожа на эту схему. Позже, этого же неизвестного разработчика, был крайне редкий клон Sinclair, который был совместим с CP/M- и MSX-машинами и загрузка игр Spectrum’а осуществлялась с дискет. |
|      | неизвестно                                                   | Ленинград-2          | неизвестно   | неизвестно | неизвестно                                            | неизвестно                                                              | 48 КБ | неизвестно | Россия    | Модель Ленинград 2 появилась примерно в 1991 году. Несколько изменённая схема «Ленинград 1». В ней исправлена адресация Kempston-джойстика, в кадре формируется 312 строк (стандарт), легко вводится режим «теневого» ОЗУ, но «неисправность» с портом 254 (FEh) всё равно не устранена. К времени своего выхода плата устарела, она появилась примерно в середине 1991 года, и тогда же появился «Пентагон-128», который и захватил большую долю рынка сбыта. |
|      | неизвестно                                                   | Львов                | неизвестно   | неизвестно | неизвестно                                            | неизвестно                                                              | 48 КБ | неизвестно | Россия    | Вероятно, самый первый клон в СССР. Разработка началась в 1984—1985 годах, в ОКБ Львовского политехнического института. Автор схемы — Юрий Дмитриевич Добуш. Модель была разработана на основе схемы оригинального ZX Spectrum, полученной из ГДР и на основе осциллограмм, снятых с реального ZX Spectrum. Прошивка ПЗУ была набрана с фотокопий статьи из западногерманского журнала. Разработка была завершена в 1986 году, после чего схема была вывезена в Ленинград и Москву, где под её влиянием была создана плата «Москва 48K». В 1985 году незаконченная схема была вывезена в Харьков, где на её базе была сделана «Харьковская плата». Организовал разработку Николай Беляев, в разработке принимали участие Мирослав Ивенский, Павел Гриб, Артем Терейковский, Юра Мендедев, Игорь Милошенко, и другие. В 1986 году «Харьков» был готов. Первый вариант платы содержал несколько ошибок, был трудоемок в изготовлении из-за использования навесных шин питания и большого количества (68) микросхем (как и в оригинале, использовались две линейки памяти — базовые 16К на восьми 565РУ6 и дополнительные 32К на восьми 565РУ5), тем не менее был повторен в огромных количествах. После устранения ошибок, харьковская плата была чуть ли не самой совместимой с оригинальным ZX Spectrum. В конце 80х годов, на основе харьковской платы была сделана т. н. «краснодарская» плата. Сохраняя общий принцип построения, за счет нескольких схемотехнических решений удалось уменьшить размеры платы чуть ли не вдвое, добавив к тому же на неё порт КР580ВВ55 (8255), работавший как Kempston Joystick. |
|      | неизвестно                                                   | Мастер               | неизвестно   | неизвестно | неизвестно                                            | неизвестно                                                              | 48 КБ | неизвестно | Россия    | Выпускался альянсом, в который входили: завод «Компонент» (корпуса, производство), «Ангстрем» (микросхемы) и ООО «Проком» (документация, сопровождение). Схема построена на комплекте Т34 (Т34ВМ1, Т34ВГ1, Т34РЕ1) либо двух бескорпусных БМК. Компактный корпус, внешний блок питания. Клавиатура имеет 52 клавиши, довольно низкого качества. ПЗУ от Didaktik Skalica, с утолщённым шрифтом. |
|      | неизвестно                                                   | Москва               | неизвестно   | неизвестно | неизвестно                                            | неизвестно                                                              | 48 КБ, 128 КБ | неизвестно | Россия    | Москва-48К — Появилась примерно в 1988 г. Эта модель являлась наиболее полной копией «ZX Spectrum 48», ОЗУ раздельное, как в оригинальном ZX Spectrum, собрано на восьми 565РУ5 и восьми 565РУ6. Такое же торможение процессора в адресах с #4000 по #8000 (16384-32767), поскольку организация его работы сделана как в синклеровском оригинале. У «Москвы-48» 312 строк в кадре, что является стандартом. По словам очевидцев, была довольно трудна в наладке, и на плате много «исправлений». В связи с этим, данная модель распространялась в основном в Москве. В Ростове-на-Дону на радиорынке именовался как Краснодарский вариант. Исправления и доработка Владимира Кияшко. Москва-128К — Появилась примерно в 1989 году. Это первая машина с памятью 128 КБ. В схеме есть интерфейс принтера LX-PRINT, Sinclair Joystick, полный сигнал RGB. Недостатки, такие как «сбойность» ОЗУ и трудности в настройке, не прибавили ей популярности. |
|      | неизвестно                                                   | Нафаня               | неизвестно   | неизвестно | неизвестно                                            | неизвестно                                                              | 48 КБ | неизвестно | Россия    | Клон ZX Spectrum 48К. Выпускался компанией Аксон примерно в 1990—1993 годах. Схема построена на БМК, всего 17 микросхем. Компьютер предназначался для переноски в небольшом чемодане-«дипломате», в котором помещался корпус компьютера, блок питания и небольшой джойстик. |
|      | неизвестно                                                   | НИС                  | неизвестно   | неизвестно | неизвестно                                            | неизвестно                                                              | 48 КБ | неизвестно | Россия    | Клон ZX Spectrum 48K. Создавался в НИЛах Новосибирского Института Связи (ныне СибГУТИ). |
|      | неизвестно                                                   | НЭТИ                 | неизвестно   | неизвестно | неизвестно                                            | неизвестно                                                              | 48 КБ | неизвестно | Россия    | Клон ZX Spectrum 48K. В 1986 году был разработан в стенах лабораторий Новосибирского Электротехнического Института (НЭТИ ныне НГТУ). Весьма удачный вариант, впоследствии неоднократно дорабатывался, сохраняя свою компоновку. Так же на площадях лабораторий НЭТИ был доработан вариант Ленинград-а до подобающего вида с разъемом расширения для подключения контроллера FDD на ВГ93, с индексом 212а (номер лаборатории в копейке). Который разошелся не малым тиражом. |
|      | неизвестно                                                   | Олимпик-С            | неизвестно   | неизвестно | неизвестно                                            | неизвестно                                                              | 48 КБ | неизвестно | Украина   | Клон ZX Spectrum, выпускавшийся Светловодским заводом «Олимп», Кировоградская область, в 90-х годах. Наряду с 48K существовала и версия 128K. Первые модели выпускались в корпусе Ратон-9003 с двумя системными разъемами, один из которых использовался для подключения опционального кодирующего устройства формирующего ПЦТС для подключения к антенному входу телевизора. Также, завод выпускал магнитолу Олимпия РМ-301, которая могла предлагаться к компьютеру. Имел 4 пятиконтактных выхода ОНЦ-ВГ (СШ-5, СГ-5): KEMPSTON-джойстик (параллельно разведён на клавиатуре), магнитофон, телевизор цветной (полный сигнал RGB+Sync) и разъём для блока питания 5 и 12 В. В комплект входит сам компьютер, блок питания, кабели питания, магнитофона и подключения к телевизору, инструкция пользователя с схемами подключения к распространённым на тот момент телевизорам, руководство программирования на БЕЙСИКе. На прилагаемой кассете МК-60 было две программы: игра The Way of the Exploding Fist, и копировщик программ TF-Copy. Стартовая надпись экрана отличалась от оригинальной синклеровской: OLYMPIK-S SVETLOVODSK 1991 |
|      | неизвестно                                                   | Орель БК-08          | неизвестно   | неизвестно | неизвестно                                            | неизвестно                                                              | 48 КБ | неизвестно | Украина   | Орель БК-08 — бытовой компьютер производства Днепровского машиностроительного завода в г. Днепропетровск. Официальное название: компьютер видеоигровой «Орель БК-08» БУ2.940.007. Центральный процессор: UA880A (аналог Z80A производства ГДР) либо Z80A, с тактовой частотой 3,5 МГц. Оперативная память 64 КБ реализована на 8 микросхемах типа КР565РУ5В. Интерфейсы: - видеовыход RGB для подключения к телевизорам, соответствующим ГОСТ 24838-47; - вход/выход для подключения бытового кассетного магнитофона, применяемого в стандартной комплектации в качестве устройства долговременной памяти; - два разъёма для подключения джойстиков типа Sinclair/Kempston; - разъём системной шины. |
|      | неизвестно                                                   | Палитра (Palitra-ZX) | неизвестно   | неизвестно | неизвестно                                            | неизвестно                                                              | 48 КБ | неизвестно | Россия    | Производился в 1993 году в Компьютерном Центре «Палитра» г. Ивангород. О компьютерном центре «Палитра» известно только то, что данный центр выпускал различные тестовые и обучающие программы, а также переводы программ и терминологию игр с английского/итальснского языков и телефон данного центра — 53-256. Упоминание о данном компьютере и его структурная схема найдена на кассете, идущей в комплекте к данному компьютеру. |
|      | неизвестно                                                   | Парус                | неизвестно   | неизвестно | неизвестно                                            | неизвестно                                                              | 48 КБ | неизвестно | Украина   | Производился Севастопольским приборостроительным заводом «Парус» в начале-середине 90-х. Является продуктом кооперации кишинёвcкого «ПО Мезон» и Севастопольского приборостроительного завода. В Кишиневе выпускался под названием «Электроника ВИ-201». Этот продукт был создан на основе клона Спектрума под названием «Байт», который в это же время выпускался заводом «Днестр». Электроника и Парус отличались от Байта встроенным ТВ-модулятором в системе SECAM и новым корпусом. |
|      | неизвестно                                                   | Пентагон             | неизвестно   | неизвестно | неизвестно                                            | неизвестно                                                              | 48 КБ/128 КБ/1024 КБ | неизвестно | Россия    | Пентаго́н (англ. Pentagon) — популярный на территории бывшего СССР домашний персональный компьютер, представляет собой кустарно изготовленный аналог компьютера ZX Spectrum британской компании Sinclair Research. Во многом схемотехника первых моделей Пентагона сходна со схемой Ленинград-48. Всего было разработано несколько модификаций Пентагона: - Пентагон 48К (1989) — без Beta 128 Disk Interface, существовала версия платы и с ним - Пентагон-128К (1991) — без AY-3-8910 - Пентагон-128К 2+ (1991) — с AY-3-8910 на нестандартной частоте 3,5 МГц Вышеперечисленные версии «Пентагона» являются разработками фирмы ATM и творческого коллектива МикроАРТ, хотя точной информации нет[уточнить]. Известно только, что ими разработана плата «Пентагон 2+». Следующие версии разрабатывались другими людьми: - Пентагон-128К 3+ (1993 г., фирма «Солон»), - Pentagon-1024SL v1.x (2005 г., Алексей Жабин), - Pentagon-1024SL v2.x (2006 г., Алексей Жабин), - Pentagon ver.2.666 (2009 г., Алексей Жабин) — экспериментальная модель с Z80-совместимым ядром T80 (на частоте 28 МГц) в FPGA, представлена на DiHalt 2009 в двух исполнениях. |
|      | неизвестно                                                   | Пик                  | неизвестно   | неизвестно | неизвестно                                            | неизвестно                                                              | 48 КБ | неизвестно | Украина   | Выпускался Винницким ПО «Терминал» в начале 1990-х. Построен на БМК КА1515ХМ1216. Плата с минимумом элементов, клавиатура закреплена прямо на основной плате. Прошивка ПЗУ Didaktik, ОЗУ 64К. |
|      | неизвестно                                                   | ПЛМ Автоматика       | неизвестно   | неизвестно | неизвестно                                            | неизвестно                                                              | 48 КБ | неизвестно | Россия    | ПЛМ Автоматика (также назывался ПЛМ Экспресс, Новосибирск 54) — отечественный клон ZX Spectrum, в схеме задействовано 54 микросхемы. Имеет штатный турбо-режим и теневое ОЗУ. |
|      | неизвестно                                                   | Полигон              | неизвестно   | неизвестно | неизвестно                                            | неизвестно                                                              | 512 КБ | неизвестно | Россия    | Производился в г. Обнинске предприятием Экспоприбор. Объём ОЗУ увеличивается до 512 КБ, дополнительные видеорежимы, возможность работы в CP/M. |
|      | неизвестно                                                   | Ратон-9003           | неизвестно   | неизвестно | неизвестно                                            | неизвестно                                                              | 48 КБ | неизвестно | Беларусь  | Выпускался в 1992−1995 годах под названием «Учебно-игровая приставка к телевизору», производитель — НПО «Ратон» (с 2009 года ОАО «Ратон»), город Гомель, Беларусь. Компьютер предназначен для использования в качестве вычислительного средства, для самостоятельного обучения основам информатики, навыкам работы на ПЭВМ и проведения досуга в бытовых условиях. Выпускался в трёх аппаратно различных вариантах исполнения: на мелкой логике, на БМК КА1515ХМ1-216 и на БМК под названием «МЭДЖИК» (орфография производителя) — это такая же микросхема БМК, на которой построен компьютер MAGIC-06. Тут побольше контактов (100 вместо 64 у КА1515ХМ1). Эта микросхема выпускалась Минским заводом Интеграл в 1993—1994 годах для компьютера «Magic-06», но «заодно» её решили попробовать в «Ратонах». Опробование прошло успешно. В БМК «МЭДЖИК» реализован порт Kempston-джойстика. Также, она позволяет подключить порт принтера, и имеет выходы для построения SECAM-кодера. Всё это сделано в компьютере «MAGIC-06», но в «Ратоне» такого нет. |
|      | неизвестно                                                   | Робик                | неизвестно   | неизвестно | неизвестно                                            | неизвестно                                                              | 48 КБ | неизвестно | Украина   | Клон ZX Spectrum 48К. Выпускался завод «Счетмаш» г. Лубны (набор и настройка плат) затем в НПО «Ротор» (г. Черкассы) производилась «отвёрточная сборка». Клавиатура герконовая, 60 клавиш. Русифицирован, переключение языка выполняется клавишами CAPS L Shift и CAPS C Shift. В правой части клавиатуры есть клавиши-стрелки, подключенные как Kempston-джойстик. Схема насчитывает 53 микросхемы. Совместимость с оригиналом довольно низкая. Область ПЗУ (первые 16 килобайт адресуемой памяти) Робиков дублировались микросхемами ОЗУ (так называемое «теневое ПЗУ»). Был недокументированный способ выбирать для первых 16 кБ ОЗ или ПЗУ, соответственно, была возможность загрузить в первые 16 КБ ОЗУ оригинальную синклеровскую ПЗУ. В этом случае Робик становился близким по совместимости к оригиналу, но терялась русификация (до нажатия на reset). |
|      | неизвестно                                                   | Сантака / Импульс    | неизвестно   | неизвестно | неизвестно                                            | неизвестно                                                              | 48 КБ | неизвестно | Беларусь  | Разработан в Каунасском политехническом институте (КПИ), название Santaka — от названия слияния двух рек в городе. Использовались оригинальные процессоры Zilog Z80. ПЗУ было изменено: заменён копирайт, вместо строчных латинских букв были расположены символы кириллицы. Промышленно этот клон ZX Spectrum 48K производился на нескольких заводах под разными названиями: - Сантака-002 — Приборостроительный завод им. В. И. Ленина (г. Минск). - Импульс, Импульс-М — завод «Радиоизмерительные приборы» (г. Краснодар). |
|      | неизвестно                                                   | Символ               | неизвестно   | неизвестно | неизвестно                                            | неизвестно                                                              | 48 КБ | неизвестно | Россия    | Производился на «Пензенском радиозаводе» в Пензе небольшими партиями с начала 1990-х годов и примерно до 1995 года. Имел 4 пятиконтактных выхода: KEMPSTON-джойстик, магнитофон, телевизор цветной (полный RGB+Sync-сигнал), телевизор ч/б и один разъём для блока питания 5 В. Отличался дешевизной, предельно упрощённой схемой и маленькими габаритами. Для соединения с цветным телевизором в комплекте поставки имелась плата-адаптер, которую необходимо было вставить в телевизор. Она переводила телевизор в RGB-видеорежим, которого у советских моделей не было. Корпус компьютера пластиковый, из двух половинок. Внутри две платы, каждая на своей половинке — основная (с системной шиной по нижнему краю платы) и плата клавиатуры (клавиши механические и не отличались особой надёжностью). Клавиатура «откидывалась» вправо, как книжка, и соединялась с основной платой множеством гибких проводников (производители сэкономили на разъёме). В компьютере использовался советский аналог процессора Z80 — КР1858ВМ1, 16 КБ ПЗУ, 48 КБ ОЗУ и базовый матричный кристалл Т34ВГ1 — прототип современных чипсетов. Этот «чипсет» был самой слабой частью компьютера, так как он был наименее надёжным компонентом и очень дефицитным. В данном компьютере использовалась изменённая неоригинальная синклеровская прошивка, при старте появлялась надпись (C)1989 DIDAKTIK SKALICA. Также стоит отметить немного изменённый по сравнению с оригинальным шрифт (полужирный). Никаких проблем с совместимостью программ для режима 48K выявлено не было. |
|      | неизвестно                                                   | Сириус               | неизвестно   | неизвестно | неизвестно                                            | неизвестно                                                              | 48 КБ | неизвестно | Россия    | СТ Сириус — советский клон ZX Spectrum 48K. Схема выполнена на мелкой логике, 58 микросхем. Клавиатура 40-кнопочная, блок питания внешний. Прошивка модифицирована, изменена строка, выводимая при сбросе. Производился в городе Жуков, Калужская область (микрорайон "Протва"). |
|      | неизвестно                                                   | Спектр БК-001        | неизвестно   | неизвестно | неизвестно                                            | неизвестно                                                              | 48 КБ | неизвестно | Россия    | Производился на заводе в Твери по адресу ул. Маршала Буденного 1, Завод Электроаппаратуры. 48 КБ памяти. Отличался изменённым корпусом (объединённым с клавиатурой), внешним блоком питания и, в раннем исполнении, имел плёночную клавиатуру. Поздние модели имели уже кнопочную. Совместимость с оригиналом невысокая. Это следствие изменённого разработчиками ПЗУ, в которое были прошиты русские символы и тест магнитофона (аналогичный имевшемуся в фирменном ZX Spectrum 128 без расширений). Кроме того эти компьютеры очень критично относились к качеству питания, перегревались, и не имели защиты от наводок статического напряжения (обычно больше всего страдала память). В комплект входила кассета с подборкой игр. |
|      | неизвестно                                                   | Сункар               | неизвестно   | неизвестно | неизвестно                                            | неизвестно                                                              | 48 КБ | неизвестно | Казахстан | Производился на КРТЗ (Казахский Радиотехнический Завод) в Алматы. Казахский клон ZX Spectrum 48K. Схема компьютера содержит 42 микросхемы. |
|      | неизвестно                                                   | Таганрог-128         | неизвестно   | неизвестно | неизвестно                                            | неизвестно                                                              | 128 КБ | неизвестно | Россия    | Производился в таганрогском КБ «Миус» в 90-х годах. Используется модифицированная схема Зонова. Плата размером 243 × 143 содержит 16 микросхем РУ5 в корпусах DIP16, 2 панельки под ПЗУ в корпусе DIP28 и панельку под процессор в корпусе DIP40. На плате находится 3 пятиконтактных выхода (видео, звук, питание) и 1 семиконтактный (джойстик). Также имеется 64-контактный системный разъём. Данный разъём позволял подключать плату контроллера дисковода и плату ROM-диска со звуковым сопроцессором. Конструктив плат позволял вставлять их последовательно одна в другую. Плата контроллера дисковода содержит переходный буфер шин адреса и данных, микросхему и логику контроллера дисковода, контроллер RS-232, контроллер интерфейса Centronix. ROM-диск представляет собой плату с микросхемой ПЗУ, в которую прошиты адаптированные версии часто используемых программ, а также некоторые сервисные возможности. Также на этой плате находится звуковой сопроцессор AY/YM. В более поздних версиях объём ПЗУ был расширен с 2 × 512 Кбит до 4 × 1 Мбит и добавлен контроллер kempston-mouse. Имеются схемы доработки компьютера до 1Мб ОЗУ и турбирования контроллера дисковода. |
|      | неизвестно                                                   | Урал                 | неизвестно   | неизвестно | неизвестно                                            | неизвестно                                                              | 48 КБ | неизвестно | Россия    | Клон ZX Spectrum 48K производился в сером корпусе с резиновой 40-кнопочной клавиатурой. |
|      | неизвестно                                                   | Фобос БК-01          | неизвестно   | неизвестно | неизвестно                                            | неизвестно                                                              | 48 КБ | неизвестно | Россия    | Советский и российский серийный бытовой персональный компьютер. Разработан в 1988 году, выпускался в 1989—1994 годах Уфимским приборостроительным производственным объединением. |
|      | неизвестно                                                   | Форум                | неизвестно   | неизвестно | неизвестно                                            | неизвестно                                                              | 48 КБ | неизвестно | Россия    | «Форум БК-09 Турбо» — советский клон ZX Spectrum 48K. Русифицирован, имеет раскладку ЙЦУКЕН. Построен на основе БМК Т34ВГ1, схема компьютера содержит 30 микросхем. Слово Турбо в названии указывает на использование модифицированного Sinclair BASIC с возможностью ускоренной загрузки с ленты. Производился в г. Бердск производственным кооперативом «Форум». Разработчик Михаил Дмитриевич Поцуков. Выпускались также модели Форум БК-10 Турбо с музыкальным сопроцессором, Форум БК-11 Турбо с музыкальным сопроцессором и контроллером дисковода, который имел ФАПЧ и предкомпенсацию, что позволяло уверенно считывать информацию с дискет, а также модель Форум БК-128 Турбо который имел достоинства 11 модели и 128кБ памяти. Данные модели имели меню, при помощи которого нажатием функциональных клавиш вызывались основные команды. Все модели имели кодер SECAM. |
|      | неизвестно                                                   | Харьков              | неизвестно   | неизвестно | неизвестно                                            | неизвестно                                                              | 48 КБ | неизвестно | Украина   | См. выше — Львов. |
|      | неизвестно                                                   | Хоббит               | неизвестно   | неизвестно | неизвестно                                            | неизвестно                                                              | 48 КБ | неизвестно | Россия    | Разработка основана на архитектуре ZX Spectrum, сохранена полная программная совместимость с оригиналом. Разработан в СССР в конце 1980-х. Автор — Дмитрий Михайлов, г. Ленинград. Выпускался серийно советско-швейцарским СП «InterCompex» (изготовитель — ленинградский завод «Северный Пресс».) Использовался в основном в школах. Уже к сентябрю 1990 года было выпущено более 15 тысяч машин. Существовало как минимум две модели «Хоббит»: 8030 и 8060. Вторая модель отличалась клавиатурой (дополнительный цифровой блок клавиатуры) и наличием встроенного дисковода на 3,5 дюйма. Использовались операционные системы TR-DOS, CP/M, Forth и Logo. Также «Хоббит» мод. БК-0-31 выпускал ленинградский завод «Северный Пресс» в 1991 году. |
|      | неизвестно                                                   | Эльбрус              | неизвестно   | неизвестно | неизвестно                                            | неизвестно                                                              | 48 КБ | неизвестно | Россия    | Производился в г. Нальчик (КБР), на заводе «НЗТА» (Нальчикский завод телемеханической аппаратуры), производственного объединения «Севкавэлектронмаш» в 1989—1993 гг. За основу был взят «Новосибирский» вариант схемотехники и с раздельными полями основной (8 × К565РУ5) и видеопамяти (8 × К565РУ6), изменения коснулись схемотехники (в основном для повышения «повторяемости» в условиях серийного производства и прошивки ПЗУ (вместо надписи на экране приветствия «(С)1982 Sinclair Research Ltd.» выводилась надпись «*** 1989 Эльбрус-001 ***»). Имелся разъём Kempston-джойстика и место под разъём расширения системы (в более поздних версиях разъём был уже запаян на заводе и закрыт заглушкой). Имел 4 одинаковых разъёма СШ-5 (ОНЦ-ВГ-5, DIN-5): БП, RGB, kempston, магнитофон. Символы, нанесённые на клавиатуру компьютера, были нестандартными и сложными для запоминания (АР2, Рег и т. д.). Производилось несколько модификаций: - в пластиковом корпусе с «плёночной» клавиатурой, - в комбинированном (пластиковая крышка + металлический «поддон») с полноценной кнопочной клавиатурой , - тонкий (~3 см.) пластиковый корпус на основе варианта 2, общая плата для основной схемы и клавиатуры, в схему интегрирован кодер SECAM (очень сложный в настройке, но работающий весьма прилично) и RF-модулятор (позже кодер и модулятор исключили, точнее, просто перестали запаивать на плату необходимые радиоэлементы), запаян разъём расширения, введены конфигурационные DIP-переключатели (параметры выходных видеосигналов, отключение системного ПЗУ для подключения контроллера дисковода). В комплекте поставлялся трансформаторный БП и джойстик. Также выпускался внешний модуль расширения, включающий в себя контроллер дисковода с одним или двумя дисководами 5,25" DD. |
|      | неизвестно                                                   | КУВТ «ЮЛДУЗ»         | неизвестно   | неизвестно | неизвестно                                            | неизвестно                                                              | 48 КБ | неизвестно | Россия    | Комплект учебной вычислительной техники «ЮЛДУЗ» построен на основе ZX Spectrum совместимых машин. На учительской машине присутствует дисковод и возможность загрузки TR-DOS. |
|      | неизвестно                                                   | Яуза                 | неизвестно   | неизвестно | неизвестно                                            | неизвестно                                                              | 48 КБ | неизвестно | Россия    | Клон ZX Spectrum, в металлическом корпусе, выпускался в Москве. |

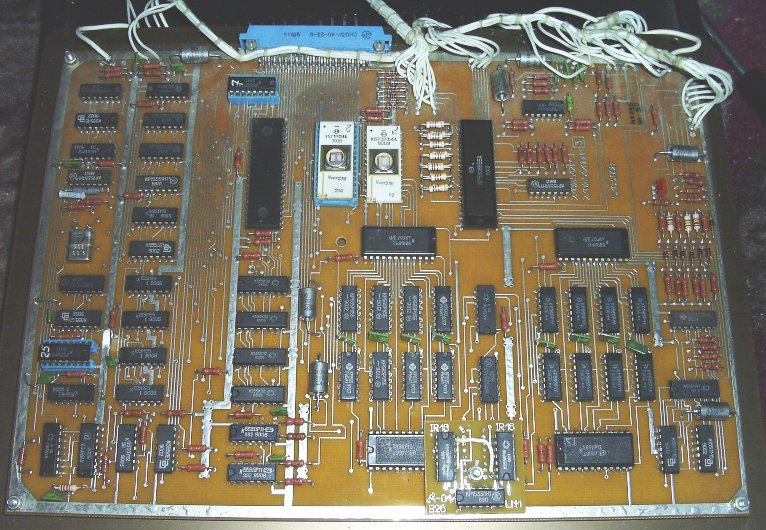
Дубна 48К.Внутри корпуса
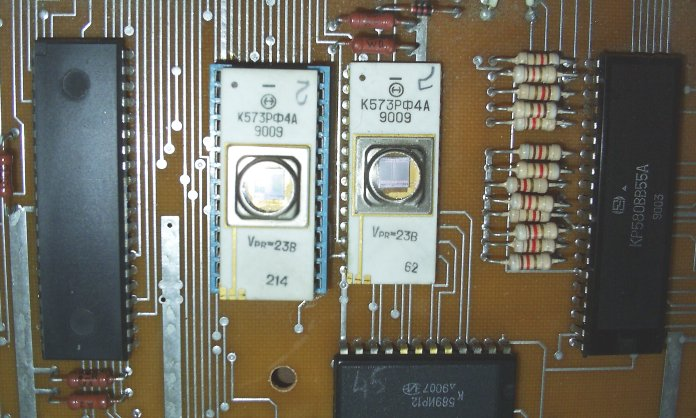
Дубна 48К. Процессор и ПЗУ
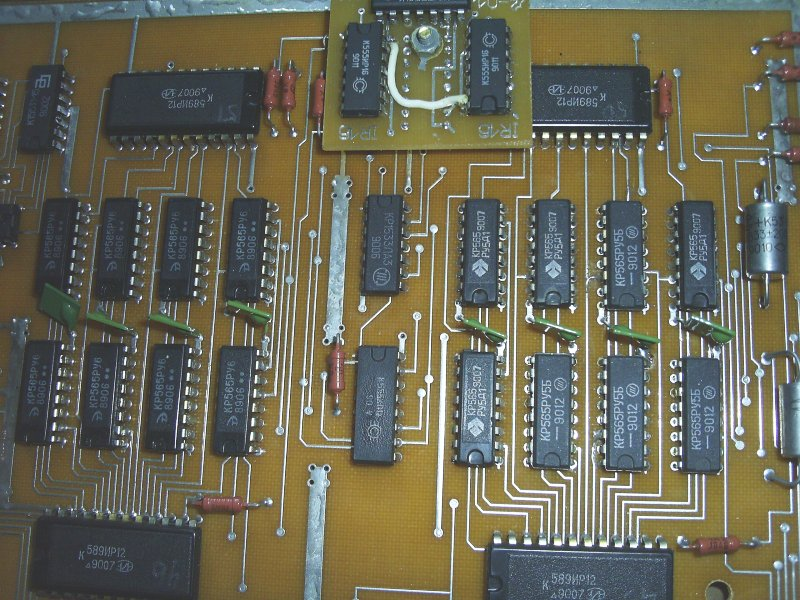
Дубна 48К. Память

### ZX-Poly
В 1994 году в России была разработана многопроцессорная платформа «ZX-Poly» на базе «ZX-Spectrum», обладающая обратной совместимостью и позволяющая расцвечивать и увеличивать графическое разрешение существующего программного обеспечения. 

В 2007 году разработка была опубликована создателем платформы Игорем Мазницей в сети, в виде технического описания и эмулятора, которые доступны на официальной странице платформы ZX-Poly. Из-за заката эпохи «ZX-Spectrum», работы по аппаратной реализации платформы были заморожены в конце 90-х.

### ZXM-Phoenix
Разработан Михаилом Тарасовым при бурном обсуждении на форуме zx.pk.ru, выпущен в конце 2008 года. Используется Z80 на частоте 3,5 МГц, имеет 1024 КБ ОЗУ, 64 КБ ПЗУ, контроллеры гибкого диска и IDE, слоты расширения ZX-BUS.

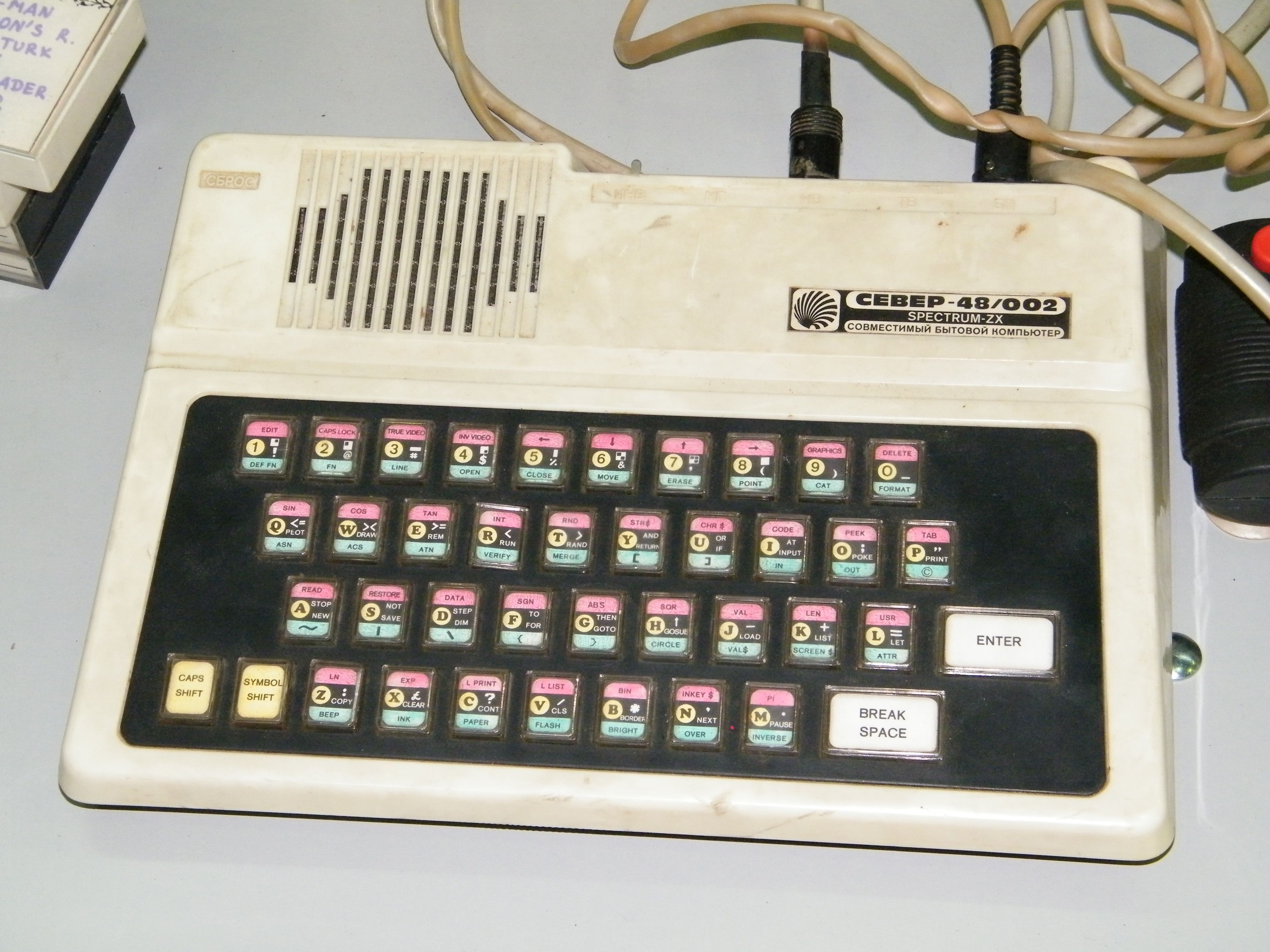
Север-48/002

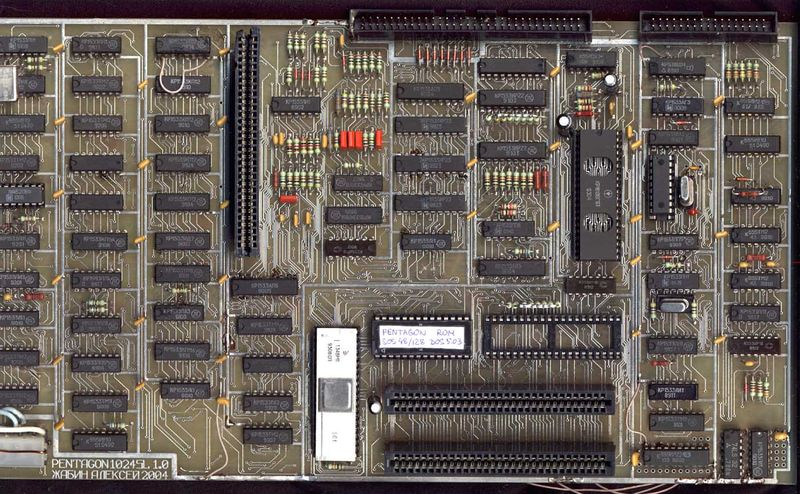
Плата Pentagon 1024SL v1

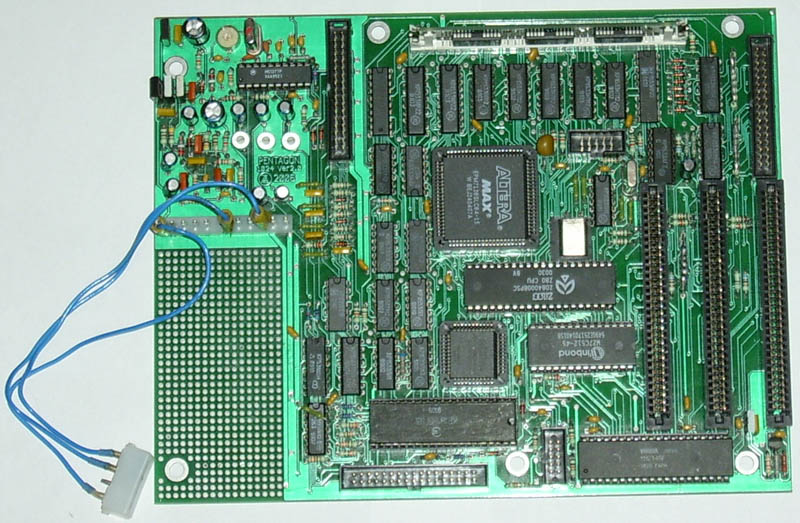
Внешний вид платы Pentagon-1024SL v2.x

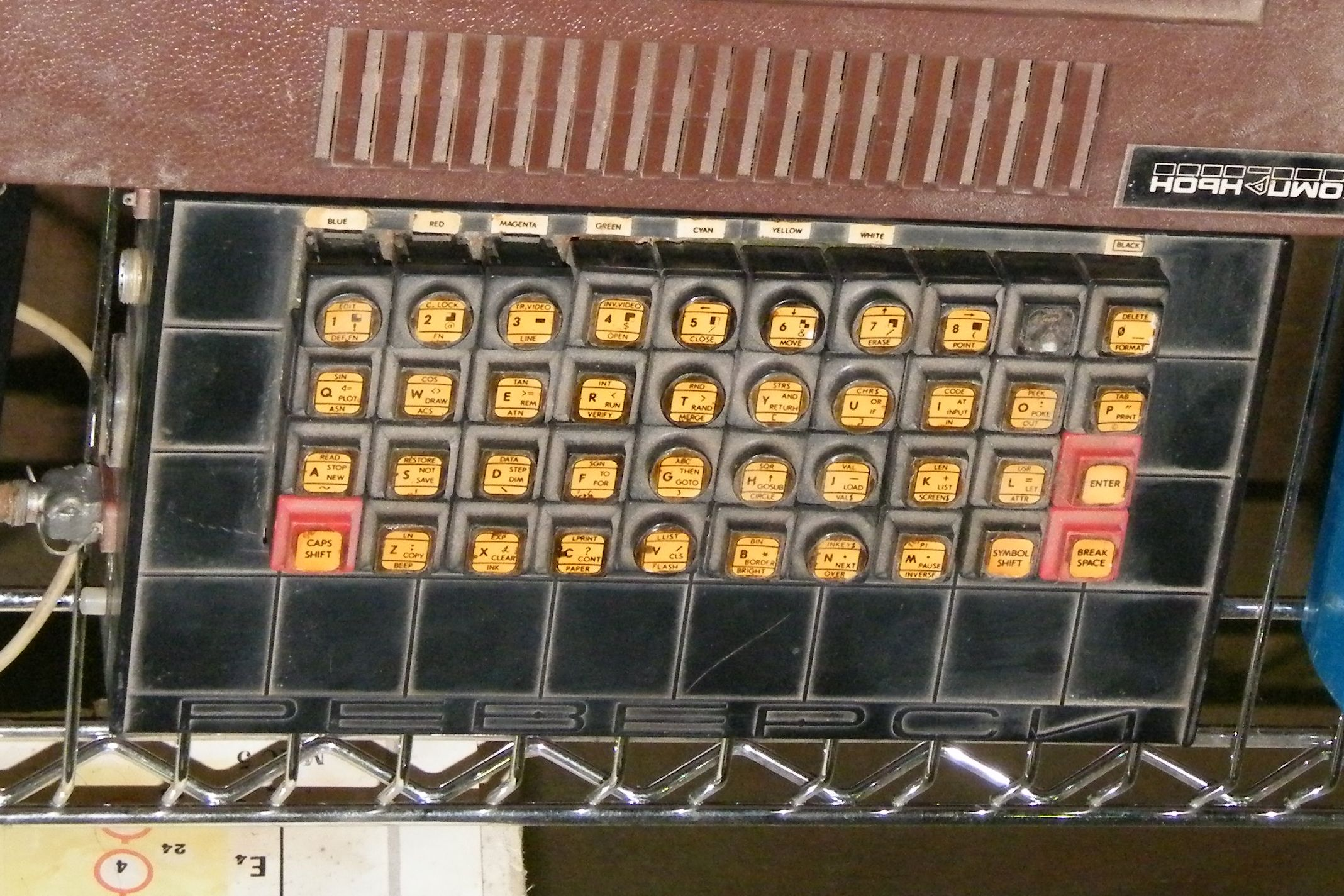
Компьютер «Реверси»